# ロシアのウクライナ侵攻
ロシアのウクライナ侵攻（ロシアのウクライナしんこう）は、ウクライナ紛争中の2022年2月24日にロシア連邦がウクライナに軍事侵攻したことにより始まった戦争である。

## 呼称
この出来事に対し、それぞれの国または国際機関は、以下の通りに呼称している。
- ロシア政府は「特別軍事作戦（とくべつぐんじさくせん、露: специальная военная операция）」[42][注 5][注 6][46]
- 日本政府は「ロシアによるウクライナ侵略」[47][48][49]
- 国際連合の第11回緊急特別総会では「ロシア連邦のウクライナ侵攻（露: вторжение Российской Федерации в Украину、英: Russian Federation’s Invasion of Ukraine）」または「ウクライナへの侵略（仏: Agression contre l’Ukraine、露: Агрессия против Украины）」[50][51][52][53][54][55]
- EU・イギリス政府は「ウクライナに対する口シアの侵略（仏: l'agression de l'Ukraine par la Russie、独: Russlands Aggression gegen die Ukraine、英: Russian aggression against Ukraine）」[56][57]

## 概要

### 現代の出来事
2014年、ロシアは国際的にウクライナ領と認められているクリミア半島の編入を宣言すると共に、ウクライナ南東部のドンバス地方にて、親露派分離勢力への支援を始め、対立・紛争が続いていた。
2021年初頭にはウクライナ大統領のウォロディミル・ゼレンスキーによって「クリミア奪還後の『ウクライナへの再統合』方針」を定めた大統領令が発令された。また、及び北大西洋条約機構（以降、NATO）とウクライナ軍の合同軍事演習開始以降、ロシアは長期に渡りベラルーシ側を含むウクライナ国境周辺への軍事力の増強を図っていた。
同年12月3日、アメリカ合衆国の『ワシントン・ポスト』紙が、情報機関からの報告書の内容として「ロシアが2022年早々にも最大17万5,000人を動員したウクライナ侵攻を計画している」とスクープ。12月17日にロシアは、ウクライナがNATOに加盟しないことや、NATOに対し軍備の後退・縮小などを要求する条約草案を発表した。
2022年2月18日、第46代アメリカ大統領のジョー・バイデンは遂に、ロシア大統領のウラジーミル・プーチンがウクライナ侵攻を決断したと確信していると述べた。2月21日、プーチンが安全保障会議で閣僚らを一人ずつ順番に登壇させ、「ドネツク人民共和国」と「ルガンスク人民共和国」を独立国家として承認すべきか意見を求める映像が国営放送で放映された。対外諜報活動を担うロシア対外情報庁（SVR）長官のセルゲイ・ナルイシキンはこの時言葉を詰まらせ、プーチンに何度も問い質された。同日、ロシアは「ドネツク人民共和国」と「ルガンスク人民共和国」への国家独立承認と友好協力相互支援協定への署名をし、ウクライナ東部のドンバスへロシア軍を派遣。各国メディアはウクライナへ侵攻する可能性を連日報道した。 
同年2月24日、プーチンがウクライナへの「特別軍事作戦」を開始すると述べた演説が各メディアに対して公表された。それに伴い首都キーウを始め、ウクライナ各地への攻撃が開始された。ロシア側は国連憲章第51条の集団的自衛権を主張した。これを受けてウクライナ大統領のウォロディミル・ゼレンスキーは同日、「戒厳令」（2022年の戒厳令〈ウクライナ語版〉）を発布。さらに、18歳から60歳までの男性を原則出国禁止にする「総動員令」に署名し、戦争状態に入った。
ロシア軍は当初キーウ攻勢でベラルーシからキーウ方面に、北東部攻勢でチェルニーヒウ州とスームィ州へ向けて、南部攻勢でクリミアから、そして東部攻勢でルハーンシク州およびドネツィク州へ侵攻を開始した。ロシア軍のキーウへの侵攻は3月には膠着状態となり、4月にはロシア軍はキーウ周辺から撤退を始めた。北東部攻勢では5月にはウクライナ軍の反撃により、ロシア軍は国境まで撤退した。南部攻勢および東部攻勢では、ロシア軍が3月にヘルソンを占領し（ヘルソンの戦い）、5月にはマリウポリを包囲の後占領した（マリウポリの戦い）。その後もロシア軍の攻勢は続き、6月24日のセヴェロドネツィク陥落、7月3日のリシチャンシク陥落によりロシア軍はルハーンシク州全域を占領した。
ウクライナ軍は8月に南部で、9月には北東部・東部で反撃を開始。北東部ではイジュームを含むハルキウ州の大半を奪還し、東部ではリマンを奪還した。これに対し、9月30日にロシアはウクライナ4州の併合を宣言し、10月5日には併合手続きを完了したと発表した。10月8日、クリミア大橋が爆発。3名が死亡し、橋の一部が崩落した。ロシア軍はウクライナ全土にミサイルやドローンによる攻撃を実施した。11月10日、ロシア軍は侵攻後に占領した唯一の州都・ヘルソンを含むドニエプル川西岸から撤退することを決定し、同月11日に全部隊の撤退を完了した。同月15日、ポーランド東部、ウクライナ国境付近のプシェヴォドゥフにミサイルが着弾。2名が死亡した。
現実空間における陸戦兵器や空襲、ミサイル攻撃等による軍事的な侵攻と、サイバー攻撃、情報戦、国際機関、国家および民間企業・団体により事業や取引の停止という経済制裁が組み合わさった今までにない規模で行われているハイブリッド戦争となっている。サイバー及び情報戦でも諜報活動は国家レベルに限らずオープン・ソース・インテリジェンス（オシント）を駆使した民間会社や、SNS、オンラインアプリ、ハッカー技術などを駆使した世界各国の一般市民によるリモート草の根「参戦」が加わっている。この状況について、イギリスの『ガーディアン』紙は「『第一次情報大戦』の様相を呈している」と報じた。
NATO加盟国はウクライナに大量の兵器・弾薬・装備などを供与しているが、バイデンは5月31日、「ロシアとNATOの戦争やプーチンの追放は求めない」「軍事支援はウクライナに外交交渉力を持たせるため」「この戦争は最終的に外交的解決しか道はない」と表明している。アメリカサイバー軍はロシアへのサイバー攻撃実施を公式に認めているが、ホワイトハウス報道官のカリーヌ・ジャン＝ピエールはアメリカとしてこの戦争に直接参戦せず、ロシアとの全面衝突を避けるというこれまでのアメリカ合衆国連邦政府の方針の転換ではないという見解を示している。
2022年2月27日には、ロシア大統領が戦術核として核兵器の使用に踏み切る可能性を示唆した。4月初め、キーウ近郊のブチャやボロディアンカなどでロシア軍が撤退前に大量虐殺を行っていたとされる疑惑が発覚した。こうした残虐行為を欧米諸国を中心に強く非難し、ロシアに対する経済制裁も強化された。
同年3月、国際刑事裁判所（ICC）は、加盟国のうち39か国の要請を受け、ウクライナ侵攻におけるロシアによる戦争犯罪の捜査に着手した。2013 - 2014年にかけて発生した市民運動「ユーロマイダン」でのヤヌコーヴィチ政権によるデモ弾圧、クリミア侵攻などでの人権侵害も捜査対象となる。ウクライナ検察当局もロシア軍の残虐行為の証拠収集と保存を進めており、4月5日、同国の検事総長であるイリーナ・ベネディクトワはロシア軍による約5,000件の戦争犯罪を捜査していると明らかにした。これに対してロシア大統領府報道官のドミトリー・ペスコフは「大胆なフェイクだ」などと述べ、ロシア軍の関与を否定している。
ロシア国民による抗議運動は2月24日の侵攻直後から国内全土で始まったが、政府は激しい弾圧を行い、同年3月13日の時点で、約14,900人が逮捕されたとされている。プーチンは「我々（特にロシア民族はそうなのだが、いかなる民族も）は、屑どもと裏切り者を愛国者と常に見分けることができ、誤って口の中に飛び込んだ小虫のように吐き出すことができる」と述べた。外部からの情報を遮断するため、プーチン政権はメディアへの検閲を強めるとともに、3月4日、「虚偽の情報を広げた場合に刑事罰を科す」とする法律を発布した。ウクライナへの侵攻はあくまで「特別軍事作戦」とされ、この法律により「戦争」「攻撃」「侵攻」と表現することは違法とされた。これに伴い、国境なき記者団が発表している世界報道自由度ランキングにおけるロシアの順位は大幅に後退することになった。
親露路線とされるベラルーシ、ロシア南部のチェチェン共和国は積極的にロシアの立場を支持している。
中国は経済制裁に対し一貫して消極的で、中立の立場を保持しているが、2022年4月7日の国連総会でロシアを国連人権理事会から追放する決議案が採択された際は、イラン、ベラルーシ、シリア、北朝鮮などと共に反対した。なお、中国はこの「戦争の決定的な支援者」とされ、国際社会から非難されている。武器調達の約半分をロシアに頼るインドは、国連で採決に持ち込まれた5回の対露非難決議案の全てに棄権した。中国と同じく中立的立場を取るものの、3月に入ると安価なロシア産原油の輸入を一気に増加させた。
2022年10月、中央情報局（以降、CIA）は、盗聴したロシア内部の会話をバイデン政権に提出した。内容はウクライナにより、クリミア奪還を行われた際、ロシアが秘密裏に核兵器使用を議論する会話であったと報告した。核兵器が使われれば、担当したロシア軍部隊を米軍が直接通常兵器で攻撃することが検討されたことも明らかとなった。
ウクライナ国外に逃れた難民は、2025年5月時点で561万人以上となっている。避難民を最も多く受け入れているのはポーランドである。

## 背景

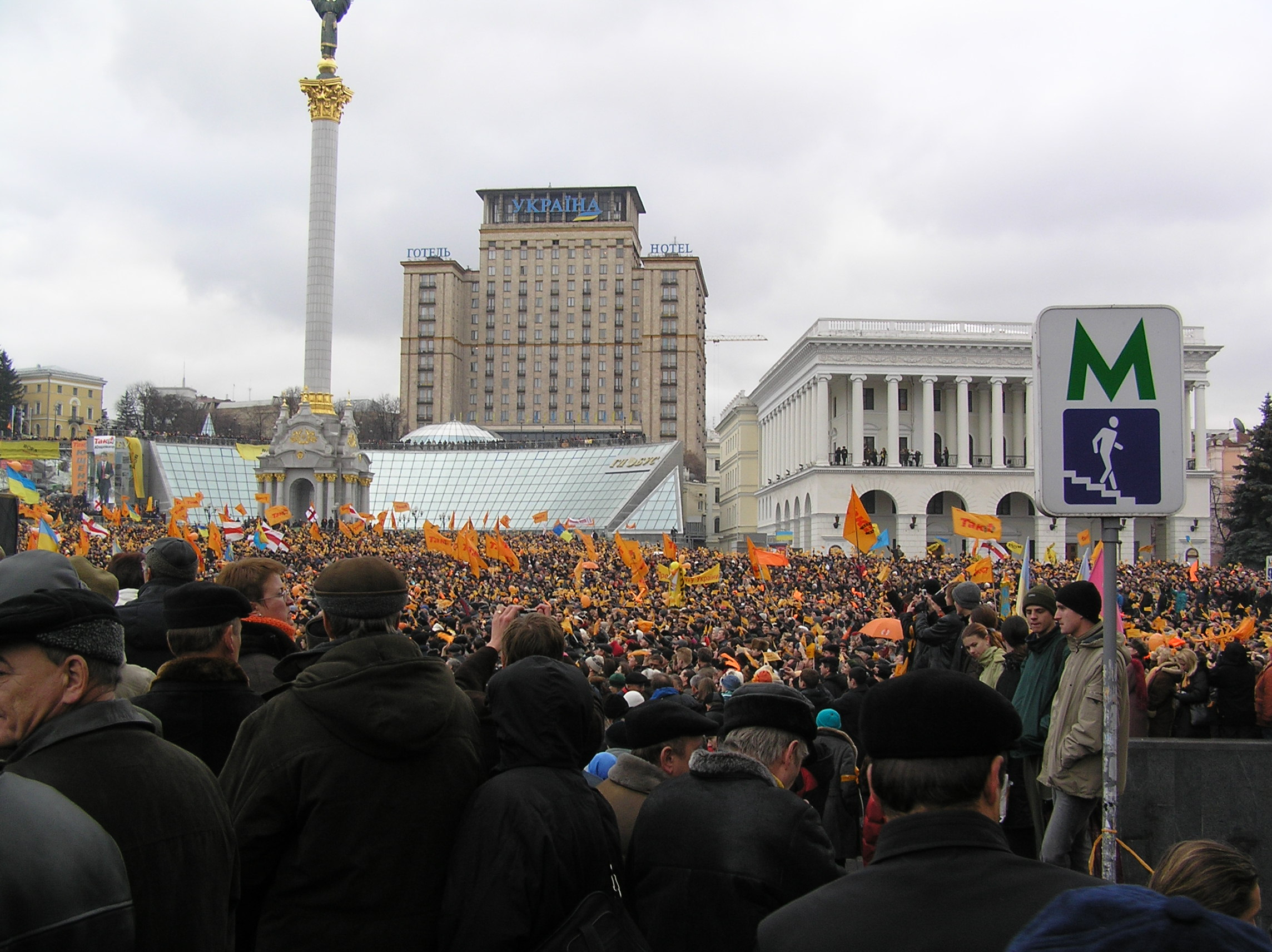
2004年11月、キーウの独立広場に集結した群衆（オレンジ革命）

1991年12月8日、当時ソ連構成共和国であったロシア共和国、ウクライナ共和国、ベラルーシ共和国はベロヴェーシ合意によりソ連の消滅と独立国家共同体の設立を宣言した。その後、同年12月25日にはソ連最後の最高指導者であるミハイル・ゴルバチョフが辞任し崩壊。その後、ロシアとウクライナはそれぞれ独立国家として関係を維持した。1994年、ウクライナはNPT（核拡散防止条約）に署名し、ソ連が残した核兵器の廃棄に同意した。その見返りとして、アメリカ、イギリス、ロシアはブダペスト覚書においてウクライナの「領土保全」を支持することに同意した。1999年、ロシアはイスタンブールサミットに署名した。このサミットで「同盟条約を含む安全保障協定を自由に選択・変更できる、全ての参加国の固有の権利」を再確認した。ソ連崩壊後、10月政変、アブハジア紛争、第一次チェチェン紛争など周辺地域の政情不安と安全保障上の懸念により、新たにポーランド、ハンガリーなどの東側諸国がNATOに加盟した。東側諸国のNATO加盟についてロシア連邦の指導者達は、「西側諸国はNATOが東方拡大しないことを約束していた」と主張した。それにもかかわらずNATOが東方拡大したことが、ウクライナが侵攻を受けた原因だとジョン・ミアシャイマーは指摘した。しかし、旧ソ連最後の指導者であるミハイル・ゴルバチョフもインタビュアーからベーカー米国務長官とのNATOの東方拡大をしない約束について質問された際にゴルバチョフは「NATOの拡大というのは話題はまったく出てこず、その頃は話題にならなかった。私は全責任を持ってこれを発言する。」と晩年に答えているが、この会談を記録した1990年2月9日の米ソ会談の米側議事録によれば、ジェームズ・ベーカー米国務長官は「ドイツ再統一後にNATO軍が（東側への）権限を1インチも拡大しない」という保証をゴルバチョフに明言しており、この議題が実際に取り上げられていたことが確認されているが、この発言はあくまで旧東ドイツ地域に限った仮定的な提案であり、ワルシャワ条約機構解体後の東欧諸国全体やソ連構成共和国への拡大を禁じる口約束であり、正式合意ではなかったとする指摘もあるが、2017年に公開された この文書によるとヘルムート・コール、ジョン・メージャー、フランソワ・ミッテランなどの西側諸国の首脳や、NATO関係者などが口約束を行なっている。また、 パーヴェル・パラシチェンコ（ゴルバチョフの主任通訳官）の論文によると
- 1990年から1991年の間に、ベーカー（米）、コール（独）、メージャー（英）、ミッテラン（仏）らが、口頭ながら東欧諸国へのNATO拡大は考えられない、ないしすべきでないという趣旨の保証を与えていたとされており、 ゴルバチョフは、「NATOは東側に1インチも拡大しない」としたジェームズ・ベーカー米国務長官のよく知られた1990年の発言は、「もっぱらドイツ再統一に関連したものである」と明言していたとされ、ゴルバチョフ財団の記録によればNATOに関しては「東方へのNATO拡大は決して認められない」と発言しており、ゴルバチョフ自身の「NATOに関する口約束は無かった」とする晩年の発言とロシア側の記録との矛盾が見られる点が指摘される。

1991年ウクライナ独立後も歴史的経緯からクリミア半島およびウクライナ東部では80 %に迫るほどロシア語話者が多い地域であった。2010年ウクライナ大統領選挙においても東部出身で親露派のヤヌコーヴィチへの支持率は南東部で高かった。大統領の親露的な対応は後述のユーロマイダン革命に繋がった。

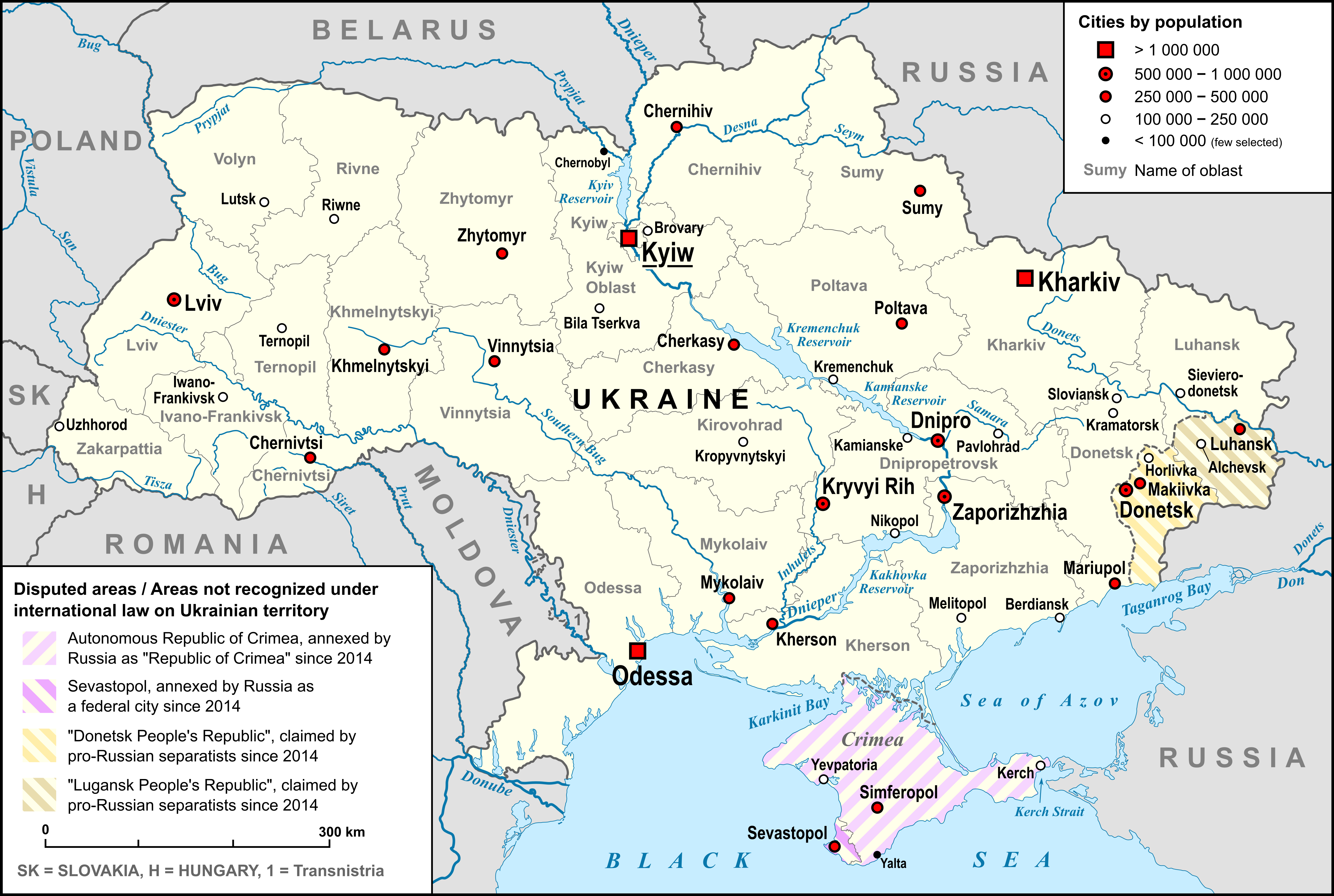
ウクライナの各都市の地図

2014年のユーロマイダンによるヤヌコーヴィチ解任後、ウクライナの一部地域において親露派による騒乱が勃発した。リトル・グリーンメンはウクライナの戦略的に重要な地域やインフラストラクチャーを支配した。ロシアはクリミア併合の賛否を問う国民投票を実施し、クリミア半島がロシア領になることが決定され、2014年3月18日にロシアへ編入された。クリミア併合に続き2014年4月にはドンバス戦争が勃発。親露派によりドネツク人民共和国とルガンスク人民共和国の建国が一方的に宣言された。
停戦を実現するためにミンスク協定（ミンスク1、ミンスク2）が調印されたが、戦争を止めることはできなかった。ミンスク協定を巡って認識のずれも生じた。ノルマンディー・フォーマットの参加国であるウクライナ、ドイツ、フランスは協定をロシアとウクライナとの間の合意と主張したが、ロシアはウクライナとドネツク・ルガンスク両人民共和国との間の直接交渉による合意だと主張した。

## 前兆

### 侵攻前年の各国の駆け引き

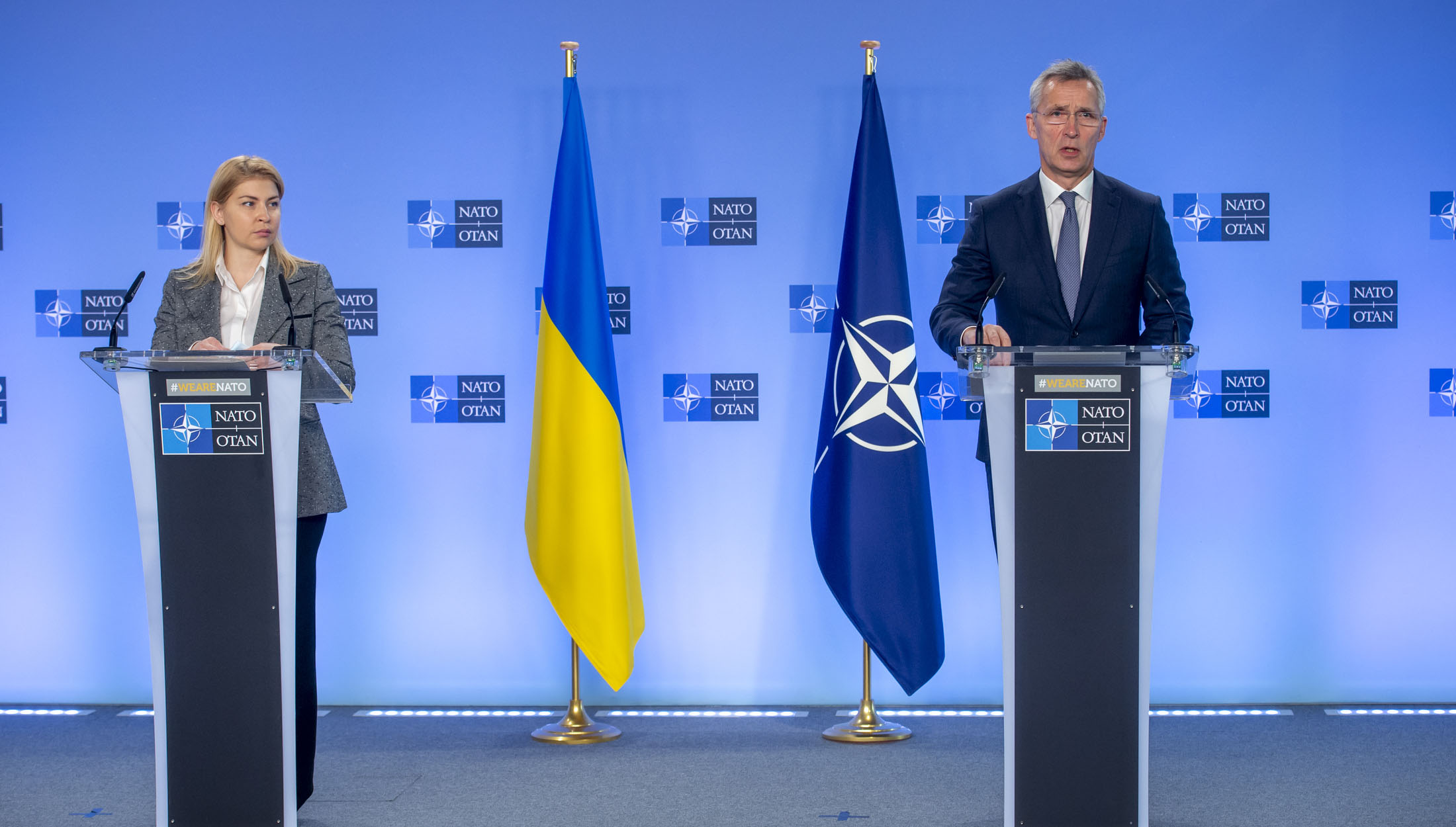
NATO事務総長のイェンス・ストルテンベルグとウクライナ欧州大西洋統合担当副首相のオリハ・ステファニシナは共同記者会見を行い、ロシアのウクライナへの侵攻の見通しについて語った（2022年1月10日）。

2021年10月26日、ウクライナ東部の紛争地域ドネツィク州グラニトノエにて、ウクライナ軍は親露派武装勢力に向けてトルコから調達したドローンのバイラクタル TB2による攻撃を初めて実戦で行った。ウクライナ国防省の主張によると、親露派側からの砲撃でウクライナ軍側に死傷者が2人発生したことに応戦したものである。ドローン攻撃により親露派は死傷者こそ出なかったが、122ミリ榴弾砲1門が破壊された。
同年7月に強化されたドンバス戦争の停戦協定により、ドローンを含む航空戦力の使用は禁止されているため、ロシアは停戦協定違反としてウクライナを即日非難し、協定に関わったドイツも翌日にウクライナを非難した。
同年10月29日、ゼレンスキーは欧米諸国から忠告を受ける中、「領土と主権を守っている」という声明を発表した。国際関係研究者の北野幸伯は「ドローン攻撃は、ロシア大統領・プーチンに『親露派を守り、ウクライナのNATO加盟を阻止するために軍事行動をする』という大義および口実を与えることになった」と指摘した。
同年12月9日、プーチンは、ロシア国外のロシア語話者に対する差別について「大量虐殺だ」と述べ、ウクライナを非難した。
同年12月21日、プーチンはアメリカとNATOに対し、「ロシアの安全保障」という名目で、ウクライナをNATOに加盟させないことに関する法的拘束力のある約束を交わすことを要求した。また、ロシア政府は、「ウクライナ政府はミンスク合意を履行していない」として非難した。それに対し、アメリカ側は「ウクライナにはウクライナの主権がある」「ウクライナがNATOに加盟するかしないかはウクライナ政府が選ぶことであり、それについてロシアが口出しするのは間違っている」と主張した。

### ロシアによる侵攻計画の否定
国境付近のロシア軍が増強されていたが、ロシア政府は、ウクライナ侵攻計画を繰り返し否定した。
- 2021年11月12日、ペスコフは「ロシアは誰も脅迫しない」と述べ[189][190]、12月12日には「ウクライナ危機」を称する報道は、ロシアを悪魔化し、潜在的な侵略者とみなしていると非難した[189]。
- 2022年1月19日、ロシア外務次官のセルゲイ・リャブコフは、「ロシアはウクライナに対して攻撃的行動を意図しておらず、いかなる攻撃的行動も起こさない。ウクライナが何といおうと、攻撃や侵攻や侵略を行うことはない」と述べた[189]。
- 1月22日、イギリス政府が情報機関からロシアがウクライナにゼレンスキー政権下の現ウクライナ政府を転覆させ、親露派政権下の新政府を樹立する計画を持っているという報告を受けたと発表すると、ロシアは「イギリスはナンセンスを広め、挑発するのを止めよ」と非難した[189]。
- 2月12日、バイデンがプーチンと会談すると、ロシア外交顧問のユーリ・ウシャコフはウクライナ侵略というロシア脅威論はヒステリーだと述べた[189][190]。
- 2月16日以降緊迫した状況が報道されると、ロシア外相のセルゲイ・ラブロフは「ヨーロッパでの戦争が今度の水曜日に起こるなんてことはない」と噂を否定した[189]。
- 2月20日、駐米ロシア大使（ロシア語版、英語版）のアナトリー・アントノフ（ロシア語版、英語版）は、「ロシア軍は誰も脅迫しない。侵略はありえない。そのような計画はない」と述べた[190]。

こうしたロシアの否定に対して、米英両国は、ウクライナ国境近くでのロシア軍の動向の衛星写真やロシアの侵略計画、侵攻後の殺害（暗殺）または拘留される主要なウクライナ人のリストが存在することなどの情報を公開した。

### ウクライナ各地への爆破予告虚偽通報
2022年1月に入ると、ウクライナ各地の公共施設に対する匿名電話やメールによる爆破予告が多発した。稀に爆発物や不審物などが発見されることはあっても、大多数は虚偽通報であった。
1月14日、ウクライナ保安庁（SBU）は一連の爆破予告虚偽通報はロシアによるハイブリッド攻撃の一端であると発表した。

### 侵攻直前

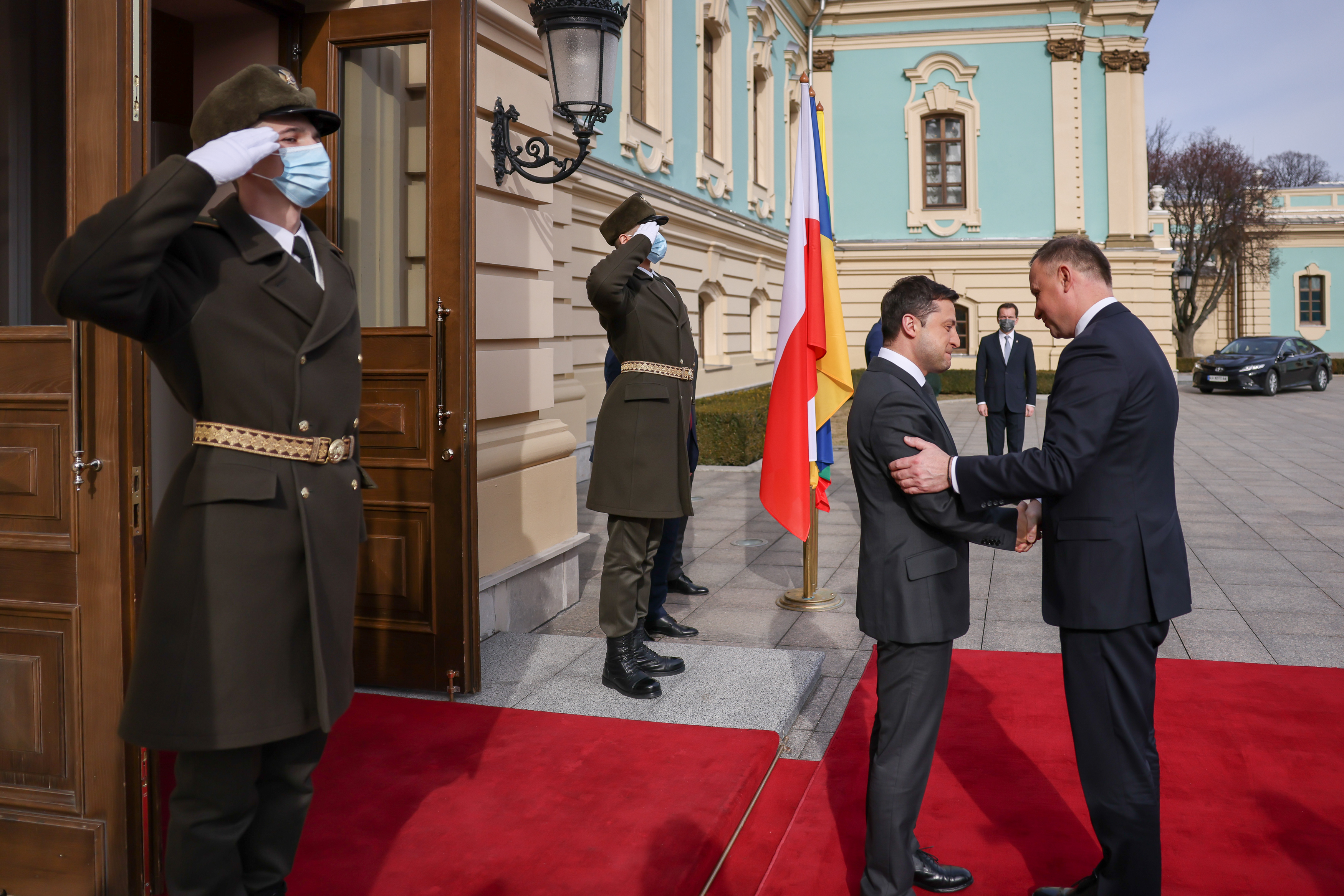
ゼレンスキーとポーランド大統領のアンジェイ・ドゥダ（2月23日、キーウにて）

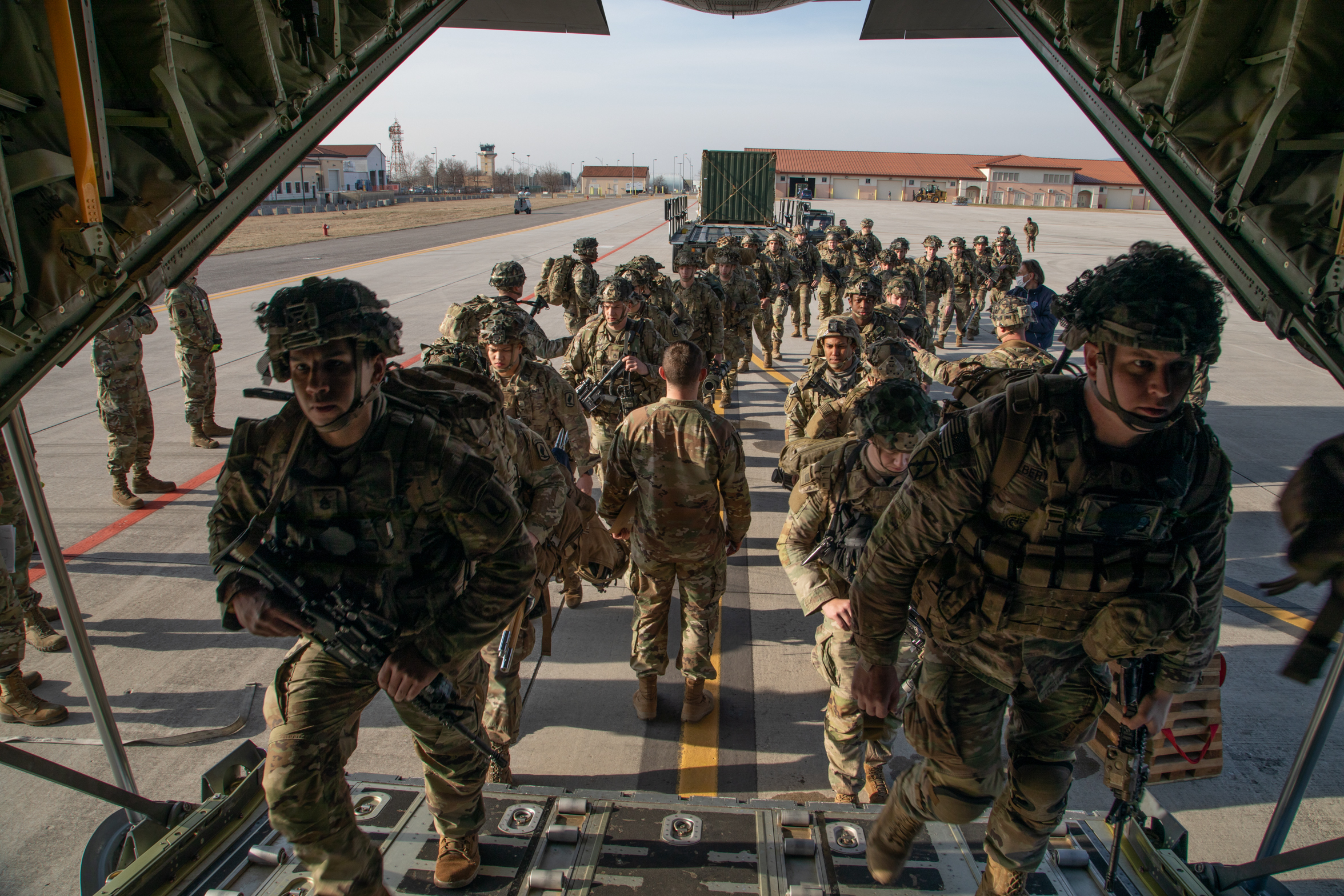
イタリアのアヴィアーノ空軍基地に駐留している在伊米軍「第503歩兵連隊第2大隊」が米軍輸送機C-130に乗り込む様子。この部隊はウクライナ情勢悪化のためラトビアに向かった（2022年2月23日）。

2022年2月15日、ロシア下院でロシア連邦共産党が提出したドネツク人民共和国とルガンスク人民共和国の承認をプーチンに求める決議が可決された。同日、プーチンはマスコミに「ドンバスで起こっていることはまさに大量虐殺である」と語った。
しかし、国際連合人権高等弁務官事務所（OHCHR）、ウクライナへのOSCE特別監視ミッション、欧州評議会を含むいくつかの国際機関は、ロシア側の主張を裏付ける証拠を発見することはできなかった。後に大量虐殺の主張は、ロシアによる偽情報として欧州委員会によって却下された。駐宇アメリカ大使館は、ロシア側による「大量虐殺」との主張を「非難すべき虚偽の情報」と指摘し、アメリカ国務省報道官のネッド・プライスは、ロシアがウクライナに侵攻するための口実としてそのような主張を行っていると述べた。
2月17日、ドンバスでの戦闘は大幅に激化した。2022年の最初の6週間の1日あたりの攻撃回数は2回から5回であったが、ウクライナ軍は2月17日に60回の攻撃を報告した。 ロシアの国営メディアはまた、同じ日に分離主義者（親露派勢力）に対する20回以上の砲撃を報じた。ウクライナ政府は、分離主義者がスタニツィア・ルハンスカで大砲を使って幼稚園を砲撃し、3人の民間人を負傷させたと報告した。 ルガンスク人民共和国は、ウクライナ軍により迫撃砲、グレネードランチャー、機関銃の発砲を受けたと報告した。
2月18日、ドネツク人民共和国とルガンスク人民共和国は、それぞれの首都からの民間人の強制避難を命じたが、完全な避難は完了するのに数ヶ月かかるとされた。ウクライナのメディアは、ウクライナ軍を挑発する試みとして、ドンバスでロシア主導の過激派による砲撃が急増したと報じた。
同日、「ドンバスでのロシア人の虐殺」は事実では無いと指摘したアメリカ政府当局者の質問に関して、アントノフは駐米ロシア大使館のFacebookページに次のような声明を投稿した。
ここでは、アメリカの二重基準だけでなく、かなり原始的で粗野な皮肉を見ることができます。アメリカの主な地政学的目標は、ロシアを可能な限り東に押し戻すことです。そのためにはロシア語を話す人々を現在の居住地から追い出す政策が必要です。 したがって我々は、アメリカ人がウクライナでのロシア人の強制的な同化の試みを無視するだけでなく、政治的および軍事的支援を強く容認することを望んでいます。
後に捕虜となったロシア軍将校は、2月20日から22日にかけて従軍拒否書を出した者が複数人いたと証言しており、軍に作戦が指示されたのはこの時点とされる。
調査ウェブサイト「ベリングキャット」を含むいくつかの調査報道機関は、ドンバスで主張された攻撃、爆発、および避難の多くがロシアによるものだという証拠を発表した。
2月21日、ドネツク人民共和国とルガンスク人民共和国の同意を受けて、プーチンはロシア軍部隊（戦車などを含む）をドンバスに派遣するよう命じた。ロシア側はこの行動を「平和維持ミッション」と呼称している。その日未明、いくつかの独立したメディアがロシア軍がドンバスに侵攻していることを確認した。
同日、ロシアの防諜と治安維持を担うロシア連邦保安庁（FSB）は「ウクライナの砲撃により、ロストフ州のロシアとウクライナの国境から150m離れたFSB国境施設が破壊された」と発表した。これとは別に南部軍管区の報道機関は「ロシア軍がその日の朝、ウクライナから2台の歩兵戦闘車で国境を突破した5人の妨害工作員を、ロストフ州ミティアキンスカヤ村の近くで殺害した」と発表した。ウクライナは両方の事件に関与したことを否定し、それらを偽旗作戦と断定して批判した。さらに、ドネツクの北30キロメートルにあるザイツェベの村で、2人のウクライナ兵と1人の民間人が砲撃により殺害されたと報告された。
同日、ルガンスク人民共和国のルガンスク火力発電所は未知の勢力から砲撃を受けた。ウクライナのニュースは「火力発電所の閉鎖を余儀なくされた」と報じた。
2月22日、バイデンは、プーチンがウクライナ東部への派兵の意向を表明したことを受け、「これはロシアのウクライナ侵攻の始まりだ」と述べ、ロシアに対する経済制裁を発表した。NATO事務総長のイェンス・ストルテンベルグとカナダ首相のジャスティン・トルドーは「さらなる侵略」が起こったと述べた。ウクライナ外相のドミトロ・クレーバは、「侵略に大きいも小さいも無い。侵略は侵略だ」と強く批判した。一方、EU外交・安保政策代表のジョセップ・ボレルは「本格的な侵略ではない」と述べ、「ロシア軍がウクライナの地に到着しただけだ」と述べた。
同日、ロシア連邦院は全会一致でプーチンにロシア国外での軍事力の行使を許可した。ウクライナ側では、ゼレンスキーが予備軍の徴兵を命じたが、動員は停滞していると報道された。
2月23日、ウクライナは、ドンバスの占領地を除く全国で非常事態を宣言すると発表した。同日、駐宇ロシア大使は大使館から避難し、掲げられたロシア国旗を降ろした。また2月23日中に、ウクライナ政府と議会のウェブサイトは、銀行のウェブサイトとともに、DDoS攻撃に見舞われた。

## 侵攻開始

ウクライナ侵攻の経過

2022年2月24日午前5時頃（ウクライナ時間）、プーチンはウクライナ東部で「特別軍事作戦」を開始すると発表。プーチンは国民向けのテレビ演説の中で、特別軍事作戦の目的を「ウクライナ政府によって8年間、虐げられてきた人々を保護するため」と述べた。また、ウクライナの領土を占領する計画はないとし、ウクライナ国民の民族自決の権利を支持すると述べた。
この発表から数分以内に、キーウのほかハルキウ、オデッサといった主要都市やドンバス地方で爆発が報告された。これらの爆発の結果、ウクライナ東部の空域で民間航空の飛行は制限され、地域はEU航空安全機関によって全体が活発な紛争地帯と見なされた。

## 被害状況

### ウクライナ
- 2022年2月24日

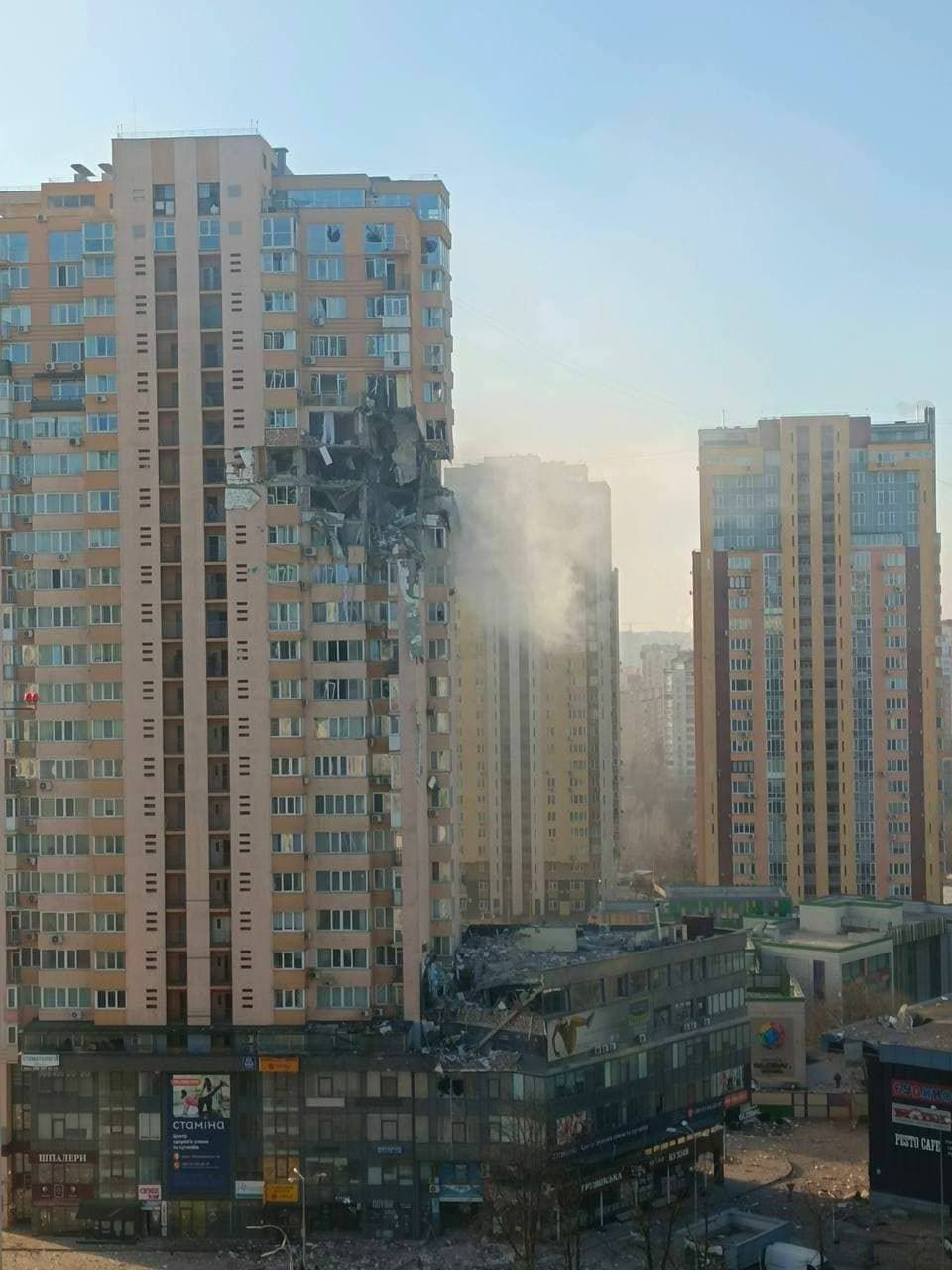
ミサイルが撃ち込まれたキーウの住宅ビル（2022年2月26日）

  - トルコが所有する貨物船がオデッサ沖でロシアからのミサイルにより被害を受けた。翌25日には、黒海に面したユズニー港の南でモルドバ船籍の貨物船「ミレニアル・スピリット（ルーマニア語版）」がロシア軍の発砲を受けたとウクライナ軍参謀本部が発表。同船の乗組員は全員ロシア人であり、うち2人は深刻な状態だとした。また同日、黒海上でパナマ船籍で日本の日鮮海運が所有する貨物船「ナムラ・クイーン（スペイン語版）」が、ユズニー港の停泊地でロケット弾の攻撃を受けたと発表した。これにより、乗組員1人が負傷した[244][245]。
  - 黒海沿岸の港湾都市オデッサ周辺では、ミサイル攻撃によって少なくとも18人の市民が死亡した[246]。
- 2月25日
  - キーウで、住宅地に航空機が墜落した[247]。
  - ロシア国防省からの情報として、キーウ周辺の飛行場占領の際にウクライナ特殊部隊員200人以上を殺害したと報道した[248]。
  - ハルキウ州では外れたミサイルがマンションに落下し、男児1人が死亡した[249]。これを含めた、この軍事侵攻で亡くなった子どもの人数は2022年2月28日時点で14人である[250]。
- 2月26日
  - 午後5時時点で、OHCHRはウクライナで64人の死者を含めて少なくとも民間人240人の負傷者が出ていると報告し、国際連合人道問題調整事務所（OCHA）は実際の人数はこれよりもさらに多い可能性を指摘している[251]。また国連難民高等弁務官事務所（UNHCR）によると、16万人以上が国内避難民となり、11万6千人以上が近隣諸国への避難を余儀なくされている[251]。
  - キーウにミサイル2発が撃ち込まれ、キーウ市当局は、1発は住宅用ビルに、もう1発はジュリャーヌィ空港近くに着弾したと発表した[252]。
- 2月27日
  - ウクライナ政府は27日までに民間人210人以上が死亡し、1,100人以上が負傷したと発表した[253]。
  - ウクライナ政府は公式Twitterで、同国のアントノフ航空が運航する世界最大の航空機アントノフAn-225「ムリヤ」が、ロシア軍によって破壊されたと投稿した[254][255]。
- 3月1日、キーウではテレビ塔が砲撃され、5人の死亡が確認された。近くにあるバビ・ヤールのホロコースト慰霊地も破壊された[256]。テレビ塔への攻撃は表現の自由と情報を広め受け取る権利を保護する目的で報道基盤への攻撃を回避する国連安保理決議2222（2015）に反することや[注 13]、慰霊地という文化遺産の破壊から、国際連合教育科学文化機関（ユネスコ）は遺憾の意を後日表明した[258]。ハルキウでは、地方行政官が地方庁舎がミサイル攻撃を受けた瞬間を撮影した動画を配信した[259]。
- 3月2日、ロシア国防省は、今回の軍事作戦によるロシア兵の死者数を初めて公表し、498人が死亡、負傷者は1,597人とした。またウクライナ側の死者は2,870人以上、負傷者は約3,700人としている[260]。
- 3月4日午前2時（ウクライナ時間）、ウクライナ南東部にある欧州最大規模のザポリージャ原発がロシア軍から攻撃を受け、火災が発生していると、エネルホダル市長のオルロフがFacebookに投稿した。外相のクレーバも砲撃による原発の火災をTwitterで明らかにした[261][262]。IAEA（国際原子力機関）は、主要設備に影響はないとウクライナ原子力規制監督当局から報告を受けたことを明らかにした[263]。
- 3月9日
  - ウクライナ政府は、ロシア軍がマリウポリの産科・小児科病院を爆撃したと発表した。約10日間にわたりロシア側の包囲攻撃が続き、マリウポリ副市長のオルロフは、市民1,170人が死亡したと明らかにした[264]。ゼレンスキーは「人々や子どもたちが残骸の下敷きになっている。残虐行為だ。世界はいつまでテロを無視する共犯者でいるのか。」と声明を出した[265]。

これに対し、ロシア国防省報道官のイゴール・コナシェンコフは10日の記者会見で、「ロシア国防省は昨日（9日）、市内の民間人を安全に避難させるための『静寂体制』を宣言した。マリウポリ近郊でロシア航空隊は地上目標には一切攻撃を加えていない」「キエフの民族主義政権の代表の発言と病院の写真を分析すると、『空爆』と言われるものは全て、西側の聴衆に反ロシアの扇動を維持するために演出された挑発であることは疑いようもない」「マリウポリ第3病院付近で演出された爆発は、欧米の一般大衆を欺くためのもので、専門家であればこんなものには騙されない」と述べた。また、ラブロフも10日の会見で「病院はすでに過激派に占拠され、その拠点になっていた」などと主張した。加えて、駐英ロシア大使館は10日、「産科は長らく閉鎖されており、ウクライナ軍や、ネオナチなどの過激派に使われていた」「女性は、妊婦を演じた役者だ」「写真も、著名なプロパガンダ写真家に撮影された」などと根拠を示さずに投稿。妊婦の写真に「フェイク」のスタンプを押した画像も併せて投稿した。Twitterは同日中にこれらの投稿を削除。英国放送協会（BBC）によると同社は削除理由を「暴力事件の否定に当たる」と説明したという。ウクライナ国連大使のセルギー・キスリツァも11日の安全保障理事会で、ロシア側の主張を退けた。妊婦と赤ちゃんの写真をタブレットで議場に見せた上で、「女性は昨夜元気な女の子を出産した。名前はベロニカです」と述べ、実在する妊婦だったことを示した。
- - ロシア軍により占拠されているチェルノブイリ原発の電源がロシア軍の行動により切断されたことをウクルエネルゴ（ウクライナ語版）社とエネルゴアトム社とが公表した[268][269]。これを受け、ウクライナの原子力規制監督当局は「チェルノブイリ原発には緊急用のディーゼル発電機が準備されており、48時間はバックアップが可能だ」と声明を発表。一方で、原発周囲での戦闘で電力ケーブルの補修作業が難航しているほか、停電の影響は他の町にも影響し、原発職員との電話による通信も途絶えている事を伝えた[270]。ウクライナ原子力規制監督当局から説明を受けたIAEA事務局長のラファエル・グロッシは「使用済み燃料貯蔵施設に関しては、プール内に十分な量の冷却水があり、電力の供給がなくても使用済み燃料からの効果的な熱除去を維持できる。ディーゼル発電機とバッテリーによる非常用の予備電源もある」との具体的理由とともに「安全性に重大な影響を与えないとみている」とコメントした[269][271]。一方で、8日にチェルノブイリ、9日にザポリージャ原発の監視システムからのデータ送信が停止したことに触れ、グロッシは2つの原発の状況を把握できない事に対し懸念を表明した[272][273]。
- 3月10日、ロシア軍は、ハルキウにある核物質を扱う「物理技術研究所」を再び攻撃。ウクライナのメディアは、建物の表面が損傷し、付近の宿舎で火災が起きたと報じた[274]。
- 3月11日、ロシア軍は、ハルキウ州イジューム近郊の精神病院を攻撃。同州知事のシネグボフは戦争犯罪に当たると非難した[275]。ウクライナ政府はロシア軍が掌握したとする南部の都市メリトポリで市長のイヴァン・フェドロフがロシア軍に拉致されたと訴え、「戦時に民間人を人質に取ることを禁じたジュネーヴ条約などで、戦争犯罪に分類されるものだ」と非難する声明した[276]。ウクライナ政府が公開した監視カメラの映像では、男性が腕を捕まれて軍服を着た集団に連れ去られるような様子が確認出来き、ゼレンスキーは、「明らかに侵略者の弱さの表れだ」と述べ、軍事侵攻を進めるロシア側が、新たな手法でウクライナ側に対する圧力を強めようとしていると非難した[276]。
- 3月14日、攻撃は西部に及び、リブネのテレビ塔がミサイルで攻撃され9人が死亡した[277]。
- 3月16日、ロシア軍は、数百人の民間人が避難していたマリウポリのドラマ劇場（ウクライナ語版）を空爆した[278]。AP通信によると、アメリカの宇宙企業「マクサー・テクノロジーズ」が14日に撮影した衛星写真では、この劇場の建物の前後の敷地に、白い文字で大きく「子どもたち」とロシア語で記されていたという[279]。

- 3月16日、北部のチェルニヒウで、パンを買うために並んでいた市民10人がロシア兵による銃撃で殺害されたとして、地元のテレビ局が映像とともに報じた。キーウにあるアメリカ大使館もこれをTwitterに投稿し、「この残虐な犯罪の責任をとらせるために、あらゆる選択肢を検討する」としている[280]。これに対し、ロシア国防省報道官は「ウクライナ治安当局のでっち上げ」と反論。「現在もこれまでも、チェルニヒウにロシア兵はいない。全部隊が市外にいて道路を封鎖しており、攻撃的な行為を行ってはいない」と述べた。さらに、アメリカ大使館は「未確認の偽情報」を発表したと付け加えた[281]。
- 3月17日、国際人権団体のヒューマン・ライツ・ウォッチ（HRW）は、ロシア軍がクラスター爆弾を南部のムィコラーイウで3月7日、3月11日、3月17日に「繰り返し使った」と発表した[282]。同団体は「ロシア軍はクラスター爆弾の使用を中止し、明白な無差別攻撃をやめるべきだ」と訴えた[282]。
- 3月18日、ポーランド国境に近い西部の都市リヴィウが初めてロシア軍の攻撃を受けた[283][284]。リヴィウ市内にある空港の飛行機修理工場周辺に複数発のミサイルが撃ち込まれ、建物が破壊された[283][284]。
- 3月19日、マリウポリ市当局によると、住民400人が避難している芸術学校がロシア軍に爆撃された[285]。

- 3月26日、ハルキウ近郊のホロコースト記念碑「Drobytsky Yar」のメノーラーの彫刻がロシア軍の砲撃により破壊された[286][287]。
- 4月3日
  - ロシア軍が撤退後のブチャで数百人規模の非戦闘員の遺体が見つかった[288][289][290]。

- - ブチャの解放後、3月23日から行方不明になっていたキーウの地域リーグでは有名な選手である、FCクドリフカのFWオレクサンドル・スケンコの遺体が、両親の遺体とともに発見されたとウクライナのメディア『sportarena』が伝えた。3人全員が殺害される前にロシア兵に拷問を受けたという。スケンコは両親とともに、戦火で困っている人々に薬と食料を届けていたが、その途中で、ロシア軍に捕えられたと見られている[291]。
- 4月8日、ドネツィク州クラマトルスクの駅周辺でクラスター弾を弾頭に搭載した短距離弾道ミサイル「イスカンデル」2発の攻撃を受けたと初期報道では報じられた[292]。その後、イスカンデルではなくトーチカUであると報道された[293]。ロケット弾の残骸には子供たちのためにや子供たちに代わってという意味のロシア語で「За Детей、（ラテン文字表記 Za detei）」と書かれていた[293][294]。マンチェスター大学ロシア研究専門家のスティーブン・ハッチングスは「この記述に正確な意図はわからないものの、最初のキリル文字の「З」はロシア軍や親露派が好んで使用するラテン文字の「Z」に対応する」と指摘した[294]。地元市長やウクライナ鉄道によると攻撃当時は約4,000人の避難民が駅舎内外におり、50人が死亡し（うち子供5人）、約60人が病院で治療を受けたと報告がされた[295][296][293]。

- 4月9日、ウクライナの複数メディアが、キーウ近郊のマカリウで132人の住民がロシア軍により殺害されたと報じた[297]。 また、インフラの多くも破壊された[298]。
- 9月12日、ウクライナのメディアはロシア軍が占領後に撤退した北東部ハリコフ州の村で、民間人4人が遺体で見つかったと報じた[299]。いずれも拷問を受けたような痕がみられた[299]。

### 避難民

ウクライナ (黄色) に対して人道支援等を発表した国家 (水色)

UNHCRによると、ウクライナ国外に逃れたウクライナ難民の人数は2022年5月13日時点で、約610万人に達した。IOM（国際移住機関）が集計したウクライナを逃れた外国人数は2022年4月16日時点で約21万5,000人に達した。
一方で戦況を避けるために居住地以外の国内の場に避難した人は2022年3月17日の時点で648万人に達した。
2022年3月20日には国内外の避難民を合わせると1,000万人となり、ウクライナの人口約4,200万人の約4分の1の人が、居住地を追われたことになる。
国外の避難先は2022年4月14日時点で、ポーランドで2,720,622人、ルーマニアで726,857人、ロシアで484,725人、ハンガリーで447,053人、モルドバで41,949人、スロバキアで329,597人、ベラルーシで22,827人などとなっている。
4月1日にはUNHCRの支援のもと、EU諸国とモルドバ政府が協力しモルドバに避難してきたウクライナ難民の希望者が欧州各国へ移動できる無料航空便の提供を始めた。第一便はドイツ行きで、次にオーストリア行きが続いた。

### ロシアへのウクライナ人移送
ウクライナ副首相のイリナ・ベレシュチュクは2022年6月20日、ロシアがウクライナ住民約120万人を強制連行し、このうち約24万人が子供（約2000人の孤児を含む）という情報機関の集計を明らかにした。
ロシア国防省は2022年5月18日時点で、ウクライナから子供の30万人を含む計193万人超がロシアに退避したと発表している。ロシア側は強制性を一貫して全面否定している。
イギリスのニュースサイト「iNews」によると、連行先はヨーロッパロシアだけでなく極東ロシアまで全土に点在するという。
米国のCNNは、激戦地から退避したウクライナ住民は、親露派支配地域の「選別収容所」に平均3週間滞在させられて、「激戦地で死ぬ」か「ロシアへ行くか」を迫られ、ロシア国内への移動を選ぶと、運が良ければ住宅の供給や現金の支給がある一方で、着の身着のままで放置される事例もあると報じた。
イギリスのBBCは、「選別収容所」ではウクライナ側のスパイと疑われると拷問を受けることもあると報じた。
国際刑事裁判所は、住民の強制移住を人道に対する罪と位置付けているため、「強制連行」が立証されれば、ロシアは戦争犯罪として訴追される可能性がある。
ウクライナ検察はジェノサイド条約で禁止されている子供の強制連行に絞って実態解明を進める方針を明らかにした。
2023年3月17日、ロシア軍がウクライナの子供の違法連行を行ったとされたためプーチンに対して国際刑事裁判所から逮捕状が出された。

### 地方自治体首長の拉致と殺害
地方自治体の首長などの公選役職者がロシア側に強制的に連行される拉致が多発し、その後殺害される事例も起こった。拉致や殺害の際は首長だけでなく家族も犠牲になる事例も見受けられた。メリトポリ市長のイヴァン・フェドロフは2022年3月11日に拉致されたが5日後無事解放されたため、拉致の様子をメディアに証言し、勤務先から突然黒い袋を頭に被せられ、刑務所の独房に連れていかれたと答えた。また尋問の際ロシア兵はウクライナの内情を全く理解しておらず、同市のネオナチの存在や、ロシア語話者を防御しているなどと言及したという。同氏は30年間一人もネオナチに出会ったことがなく、住民の95％がロシア語を解する土地柄なのでロシア語話者が妨げられるような環境でない事を説明したという。市長のフェドロフは市庁舎外部に設置されていた防犯ビデオに拉致の様子が捉えられていた、証拠があったことから解放されたと思っていることを述べ、2022年3月31日の時点で29人の公選役職者が未だロシア側に拘束されているとした。

### フェイクニュース・デマ動画拡散
侵攻以後のTwitterなどのSNSでの投稿の内、アメリカの戦闘機F-16をロシアの戦闘機とする動画や、2020年の軍事パレードの練習風景の映像、2016年制作のロシアのパラシュート部隊の映像、2011年のリビア国軍の戦闘機がベンガジで反政府組織に撃墜された際の映像、発電所への落雷を空爆の映像と称したこと、中国語話者が2020年ベイルート港爆発事故の映像を「プーチン大王がウクライナを攻撃」と説明したことについてBBCは、全てフェイクニュースやデマであるとした。
日本でも一部メディアが海外記事元の真偽不明な記事を取り上げた事例も発生している。『中日スポーツ』は2022年2月25日付で、イギリスのタブロイド紙『デイリー・メール』が情報元とした「チェルノブイリ原発、再び放射能汚染の危機か ロシア軍が反応炉と核廃棄物の貯蔵施設を破壊、放射能レベル上昇の報道も」との記事を、また、3月11日にロシアの政府系メディアであるスプートニクを情報元とした「米国がウクライナで「日本の731部隊似」の研究 露通信社報じる」との記事をそれぞれ自社サイトやYahoo!ニュースなどに配信した。これに対してジャーナリストの藤代裕之は、「取材による新たな情報がないまま掲載した『こたつ記事』だ」としてメディア・リテラシーの面で批判している。Yahoo!ニュース及び『中日スポーツ』はスプートニク発の記事を削除した。
AFPによると、東欧のソーシャルメディアでは「ウクライナ難民は働かずに高額な給付金を受け取っている」など、ウクライナ人への反感を煽る出所不明の情報が蔓延しており、真に受けて敵意を向ける人々も現れている。東欧では急激なインフレにより経済的な不安が高まっており、それらの偽情報の根底にあるのは「難民は困窮する地元住民から資源を奪っている」というものであるとしている。ドイツ社会民主党員で政治学者のゲジネ・シュワンは、これらはロシアのプロパガンダの特徴であると指摘。「ロシアは何かが起きた時、誤解させて反感をたきつけるのが非常にうまい」「プーチンは、自分が行っている戦争が怒りを買っていると分かっている。そのため、ウクライナ人を非道徳的と表現することで、侵攻を正当化しようとしている」と説明した。
ロシア語のサイトやSNSには「東京に新たな広告が登場した」としてウクライナを揶揄するフェイク広告が拡散している。広告には「話題を変えよう！美味しい寿司について話そう！」というキャッチコピーと共に、寿司職人がウクライナの民族衣装を着た女性の口を塞ぐイラストとウクライナ国旗、実在する寿司店のロゴが描かれている。テレビ朝日は広告が掲載された現地とみられる場所を確認したがそのような広告は確認できず、複数の通行人も「見たことがない」と証言している。また、ロゴが使われた寿司店も「当社と致しましては、特定の国や人種に対する差別的思想や民族的敵意について、一切持ち合わせておりません。画像等については、当社と一切の関係がありません」と否定している。
ロヒンギャ問題やQアノン問題などを追うルポライターの清義明、アメリカのユダヤ系のニュースメディアである「フォーワード」、ワシントン・ポスト等は、ロシアによる侵攻を問題視しつつ、ウクライナのおける極右民族主義（ウルトラナショナリズム）、ネオナチの政治組織・軍事組織とウクライナ政府による長年の汚職問題がホワイトウォッシュされているとして、ウクライナ政府側のプロパガンダにも警鐘を鳴らしている。

### 放送会社関係者の犠牲
2022年3月1日キーウテレビ塔をロシア軍が砲撃し、5人が犠牲となった。そのうちの一人がウクライナのテレビ局LIVEの撮影技師エウヘン・サクンである。。サクンはロシアによるウクライナへの侵攻のニュースを担当しており、遺体は携帯していた記者証によって確認された。
3月13日、ウクライナ内務省によると、「ピーボディ賞」受賞歴があるアメリカのジャーナリストでドキュメンタリー映画監督のブレント・ルノーが、爆撃が激化していたキーウ郊外のイルピンで避難する難民を取材中に射殺された。過去にはアメリカ紙『ニューヨーク・タイムズ』に寄稿していたことから、同紙の記者ではないかと情報が錯綜したが、同紙は取材を依頼しておらず、死亡時に携帯していた取材証はやはり過去に寄稿していたイギリス紙『タイムズ』のものだったが、同紙も今回は取材を依頼していなかった。その後、アメリカ雑誌『タイム』が同社の映像作成部門であるタイム・スタジオズの企画で取材を行っていたことを表明した。同行していた赤十字国際委員会の「人道ビザドール賞」受賞歴があるフォトジャーナリストのホアン・アレドンドも銃撃を受けたが生き延び、検問所を通過したところで車中で銃撃にあった事を証言した。
3月15日、FOXニュースは、ウクライナで取材中だった同社のカメラマン、ピエール・ザクシェフスキとウクライナ人女性記者のオレクサンドラ・クブシノワが死亡したと伝えた。14日にキーウ郊外のホレンカで車に乗っていたところ銃撃を受けたという。一緒にいた同社のジャーナリスト、ベンジャミン・ホールは片脚の半分、もう一方の脚の足首から下、そして片目を失う重傷を負った。アメリカの非営利組織「ジャーナリスト保護委員会」によれば、ウクライナ人のビクトル・ドゥダルとも取材中に死亡したという。
3月23日、ロシアの調査報道サイト「インサイダー」は、同サイトのオクサナ・バウリナが、キーウ近郊の地区を取材中にロケット弾の攻撃を受け、死亡したと伝えた。バウリナは以前、アレクセイ・ナワリヌイが運営する「反汚職闘争基金」で働いていたことがあり、ロシアを離れていた。
4月3日、ウクライナ国防省は、マリウポリでロシア軍の包囲下を記録していたリトアニアの映画監督マンタス・クベダラビチュスが、ロシア軍の攻撃で死亡したと発表した。
4月16日、ウクライナ最高会議はウクライナで死亡したジャーナリストら21人のリストを公表した。
4月28日、キーウ訪問中の国連事務総長であるアントニオ・グテーレスがゼレンスキーと面会した直後に起こったロシア軍によるキーウへの複数発のミサイル攻撃で、そのうち一発が集合民間住宅の低層階を直撃し、そこに在住していたラジオ・リバティー所属ジャーナリストのヴィラ・ヒリチュが翌日瓦礫の中から遺体で発見された。ロシア国防省は、長距離高精度ミサイルでロケットと宇宙開発関連の製造工場を攻撃したと主張しており、民間施設は攻撃していないとしている。
5月30日、セベロドネツク近郊でフランスのニュース専門局BFM TVの記者フレデリック・ルクレールイモフが死亡した。 ルガンスク州知事のセルヒ・ハイダイは「それが空から投下された爆弾なのか、大きな砲弾なのかはわからないが、破片が防弾ガラスを貫通してフランス人記者が死亡した。彼はヘルメットと防弾チョッキを着用していたが、破片は首にあたった」と述べた。

### 文化財
2022年2月28日、キーウ北方約80kmにあるイヴァンキフ博物館では民族画家マリア・プリマチェンコの絵画約25点が侵攻に伴う攻撃によって焼失したとウクライナ外務省が発表した。
3月3日、ユネスコはウクライナ政府との協力の下、武力紛争の際の文化財の保護に関する条約に基づき文化財の破壊と流失を防ぐべく国内の文化遺産への特殊標章（ブルーシールド）の付与作業を調整していることを発表した。
3月8日にはユネスコは文化遺産の破壊を人工衛星によって監視していることを発表した。3月3日に発表していた文化遺産へのブルーシールドの付与作業を世界遺産に登録されているリヴィウ歴史地区から始めるとした。
3月25日、個人運営のレトロコンピュータ博物館「Club 8-Bit」は、多少の書類と現金だけの所持品を持ってマリウポリを脱出した運営者が、爆撃にさらされた地区に所在していた博物館は恐らく戦火を逃れることは出来なかっただろうと報告した。同館には「Apple IIc」「Atari 400」「コモドール64」など、120台以上のレトロコンピュータが所蔵されており、所蔵品は一切持ち出すことは出来なかった。
4月2日、ユネスコは2022年3月30日の時点で信仰施設29件、歴史的建造物16件、博物館4件、モニュメント4件の合計53件の文化遺産が侵攻開始以後に破壊されたことを確認したと発表した。またユネスコは、ロシアもウクライナも、武力紛争の際の文化財の保護に関する条約に署名しており、ブルーシールドを付与された文化遺産の武力紛争下での破壊への関与が判明すれば、破壊した者は戦争犯罪を含む責任について追及されるとも述べた。
5月から生神女就寝スヴャトヒルシク大修道院に対して砲撃が続いており、6月4日には木造の僧庵が焼失した。ゼレンスキーはメッセンジャーアプリ「Telegram」上で、ロシアは歴史的遺産を破壊する「テロ国家」であるとして、ユネスコからの追放を求めた。

## ウクライナ国内での戦況

### 航空戦
- ロシア軍はミサイルにより防空システムや戦闘機を破壊しようとしたが、作戦が先読みされて損害を与えられなかったことでウクライナでの制空権を確保できず、侵攻した地上部隊は航空支援無しで戦うこととなった[352]。
- 侵攻後、1人のウクライナ空軍パイロットがロシア軍機を複数機撃墜したとする話や動画がソーシャルメディア上に投稿され、「キーウの幽霊」という呼び名が付けられた[353]。侵攻開始からの30時間で、ロシア軍のSu-35戦闘機2機、Su-25攻撃機2機、Su-27戦闘機とMiG-29戦闘機各1機を撃墜したとされている[354][355][356]。ウクライナ国防省は「キーウの幽霊」はロシア軍侵攻後にウクライナ軍へ復帰した数十人の予備役パイロットの1人である可能性が高いと主張した[357]。しかし後に複数のメディアがキーウの幽霊のものとされる動画はゲーム画面を利用したフェイクだと指摘し動画投稿者本人もそれを認めた[358]。
- ウクライナ側は制空権の確保に固執し戦闘機を空中待機させるとロシアの地対空ミサイルに狙われ損害が増えるため、必要な時にだけ作戦空域へ戦闘機を派遣し任務終了後は即座に撤退するゲリラ戦術で被害を抑えている[359]。
- ウクライナ空軍の戦闘機はロシア側に数と性能で劣るため、積極的な空戦を避け敵機を防空圏に誘い込むことで対処している。この他にも巡航ミサイルの迎撃や地上部隊を支援も行っている[359]。

### 地上戦
- ウクライナ軍は初期の攻撃によりC4Iシステムが破壊されたとみられるが、ドローンから得られる情報と供与された最新の対戦車ミサイルを効果的に利用する戦法でロシア軍の車両を撃破している[360]。アメリカ軍の情報提供によりロシア軍の動向を事前に察知することで待ち伏せ攻撃が可能となったことや[360]、イギリスの企業とウクライナ人技術者が開発した砲撃支援システム「GIS ARTA[361]」の導入により素早く効果的な攻撃が可能となったことが大きいとされる[362]。
- ロシアでは攻撃用無人航空機の開発が進んでいないため、オルラン10などの偵察機が中心であるが[363]、ウクライナ側は攻撃も可能なバイラクタル TB2を配備している他[364]、アメリカから供与されたスイッチブレードなどの徘徊型兵器も利用している[365]。
- ロシア軍は兵士達の士気の低さや兵站の不備により多くの車両や装備を放棄しているが[215]、ウクライナ軍では旧ソ連製装備に慣れているため、鹵獲した装備の修理・改造・再利用を組織的に行い戦力を補充している[366][367]。ウクライナ国家汚職防止庁（ウクライナ語版）では市民が鹵獲したロシア製兵器を収入として申告する必要は無いとして活用を促している[368]。
- 欧米諸国はウクライナに対し、戦局と作戦に合わせた最適な兵器を供与している[352]。

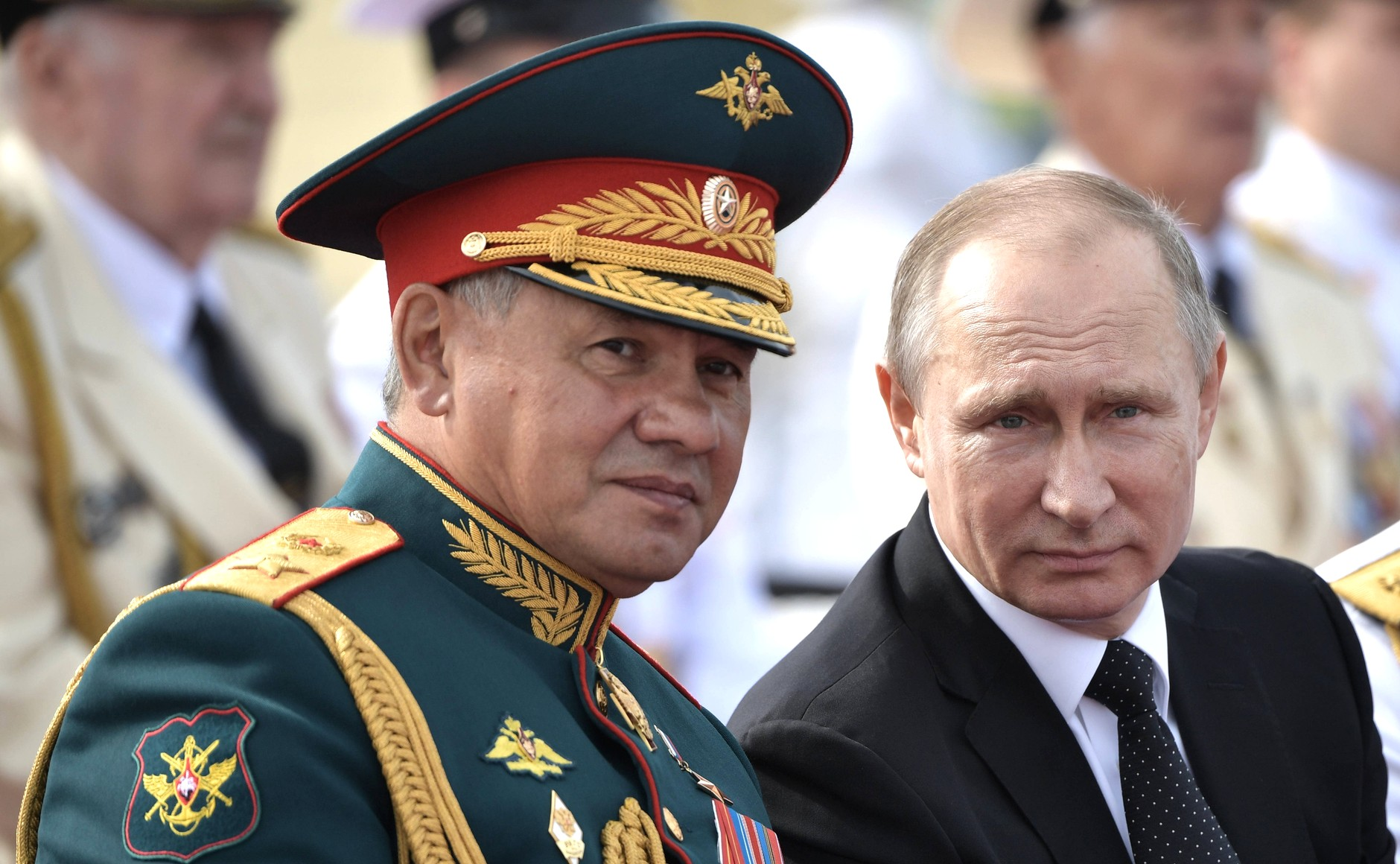
ショイグとプーチン（2017年7月30日）

- 2022年8月、第56独立親衛空中襲撃旅団所属の兵士パベル・フィラティエフはフコンタクテ上に自らの前線での経験を記した回顧録を公開。その後、人権団体グラグ・ネットのYouTubeチャンネルのストリーミング配信で「ロシアが戦争をやめるべきである」と発言し、同月23日にロシアを出国。フランスに政治亡命と国際保護を申請した。以来、フィラフィエフはマスコミ各社の取材に応じ、任務の目的や攻撃目標を知らされずにウクライナ入りし、軍事行動の過程で都度知らされたため、誰が敵か分からずにNATOとの戦争と推測していたことを話している。第56旅団はヘルソンに派遣されたが、水・燃料・防寒着・寝袋の全てに問題がある劣悪な状況下にあり、食糧不足からヘルソンに向かう途中の村の商店やヘルソン港を占拠した折に略奪行為を行った[369]。性的暴行・殺害は無かったと主張しているが、自身で逮捕したウクライナの民間人をロシア連邦刑執行庁（FSIN）とOMONに引き渡したこと[370]、逮捕する際、銃の台尻で殴打したことも告白している[371]。4月中旬に塹壕の中で目に土が入って角膜炎を発症したため、前線を離れた後に軍病院に入院。療養中にロシアでは「特別軍事作戦」を戦争と呼ぶことが違法行為であること、ロシアのテレビニュースが事実を報じていないことを知ったという[372]。
- 複数の独立系メディアの情報によると、2022年11月8日までにルハンスク州に派遣されたロシアの動員兵の一個大隊約500人が、全滅したと報じられた。装備不足でスコップが30人に1本しかなく、素手で塹壕を掘っていたところにウクライナ軍からの砲撃があったとされる[373]。

### 情報戦
- ウクライナ側は国際世論を味方につけるため、ゼレンスキーの声明、市民の被害、ドローン映像をソーシャルメディアで拡散させるなど、情報発信に力を入れている[374]。
- 陸上自衛隊元陸上幕僚長の岩田清文は欧米からの情報提供によりロシア軍の状況を把握し、状況に応じて作戦を立案することに加えて欧米から供与された最新武器を用いることで戦いをウクライナ軍が有利な状況に持ち込ませていることを指摘した[352]。
- ソーシャルメディア上ではロシア側の士気を低下させるため、偽情報が拡散されている[375]。
- ウクライナ軍では捕虜となったロシア兵が悲惨な実態を語るインタビュー動画など、ロシア側の士気低下に効果のあるとされる情報を発信している[215]。また海外メディアに対しても現役軍人のインタビューを許可している[359]。
- ロシアは世界でも有数のサイバー攻撃能力を有しているが、アメリカの支援により被害が抑えられている[376]。
- 2022年3月7日、ウクライナ側はロシアとの第1回停戦協議に参加したウクライナ情報機関の男性職員1名をロシアの二重スパイと主張。その男性が反逆罪の容疑で身柄を拘束されそうになった際に逃走を試みたために射殺されたことが報道された[377]。ロシア側もウクライナ側のスパイだと主張し、情報戦となった[378]。
- 3月11日、ウクライナ国営通信は、ロシア軍の爆撃機がベラルーシ領内で複数ヶ所の集落を空爆したと報じた。ウクライナ軍や内務省は、ロシアが同盟国のベラルーシに派兵を迫るため、ウクライナによる攻撃と見せかける偽旗作戦を行ったと指摘したが、ベラルーシ国防省はこれを否定。アメリカ国防総省高官はベラルーシ軍の動向に関し、「ウクライナ領内に入ったとの情報はない」と説明し、ロシア軍がベラルーシの集落を爆撃したとの情報については、「確認できない」と述べた[379]。
- 3月28日、ウクライナ国防省情報総局は620人分のFSB所属の "スパイリスト"を公開した。リストには諜報活動に従事しているとみられるFSB職員の氏名、年齢、住所、電話番号、出生地、経歴、Eメールアドレス、車のナンバープレート番号、旅券番号など個人情報の詳細が含まれており、ハッキングで入手したとされた[380]。
- 3月29日、『ウォール・ストリート・ジャーナル』は、停戦交渉で両国の仲介役になっていたロシアの富豪ロマン・アブラモヴィッチとウクライナ側の交渉団員2名が、3月3日に毒物による暗殺未遂に遭った可能性があると報じた[381]。この暗殺未遂容疑に対して、匿名のアメリカ政府関係者は「環境によるもの」と毒物を否定し、ウクライナ大統領府のイホル・ゾウクワは、同国代表団のメンバーの体調は「良好」で、毒にまつわる話は「嘘」だと話した[382]。
- 4月11日、当時イギリス外相であったリズ・トラスは、ロシア軍がマリウポリ市民への攻撃に化学物質を使用した可能性があるとの報告」があったとツイートした。アゾフ大隊の戦闘員も同日、ロシア軍部隊が包囲したマリウポリで「ウクライナ軍と民間人に対して正体不明の毒物を使用した」と述べていた。また、ゼレンスキーも懸念を示していた。しかし、こうした主張を裏付ける証拠は示されておらず、アメリカ国務省報道官のプライスとマリウポリ市長補佐官は確認されていないと述べた[383][384]。
- この侵攻では、アメリカが機密情報を積極的に開示し、ロシアの動きを公開するという情報戦を取ったが、それに留まらず、CIAは頻繁にマスコミに露出して、CIAにはクレムリンに通じる内通者がいるとの情報を発信し、プーチンを疑心暗鬼にさせる作戦を取った。敢えて裏工作をしていることを悟らせ、プーチンの元スパイの"人を疑う心"を煽り、側近を誰も信用できない心理に追い込み、停戦に持ち込む作戦を取っていると伝えられた[385]。

### 徴兵
2022年2月24日、ゼレンスキーはウクライナ全土に「戒厳令」と「総動員令」を発令。18 - 60歳のウクライナ人男性は、原則出国禁止となり徴兵されることになった。この総動員令と戒厳令を90日間延長する大統領令は同年5月22日、ウクライナ議会により承認された。
総動員令発動後、一般人に軍への招集令状が届いているが、国外脱出を図る男性の拘束も相次いでおり、徴兵を巡ってウクライナ国内で分断も起きている。家族と一緒に生き抜くことを選択した男性は、合法・違法問わずあらゆる手段を使って国境を越えている。ただし、国外へ出る人の経由地となっているリヴィウなどの西部では、キーウや東部からの避難者を「非国民」だと敵視する住民も一部におり、避難者の居場所を徴兵事務所に通報するケースもあるという。また、国境警備隊が、女装したり、荷物に身を潜めたりして国境を越えようとして拘束された男性の事例を、見せしめのようにホームページに掲載したというケースもあった。
3月17日、ウクライナ国境警備当局が、ロシアによるウクライナ侵攻開始以降、32万人以上のウクライナ国民が戦闘を支援するためウクライナに帰国したと発表した。また、すでに3万人を超える女性も戦争に参加しているとされる。
当局の許可があれば出国が可能であり、ラップグループのKalushはユーロビジョン・ソング・コンテストへの出場、映画監督のマクシム・ナコネチュニーはカンヌ映画祭への出演など、著名人らが許可を受け諸外国にウクライナの現状を伝える役割を担っている。
5月には、ウクライナからの男性の出国を認めることを求める請願書がインターネット上で2万5千人の署名を集めたが、ゼレンスキーは「故郷を守ろうとしていない」と、不快感と共に反対の姿勢を示した。
ウクライナにおいても、徴兵逃れが横行していることが報じられている。兵役免除の証明書入手をあっせんする「脱徴兵ビジネス」が確立されている。取材を受けた医大生は、知り合いかその知人のみを対象に、仲介の依頼があれば、仲間の医師がいる徴兵事務所などで検査を受けてもらい、心臓病などを装った診断書を軍に提出。その後、1週間ほどで兵役免除の証明書、通称「ホワイトチケット」を入手できる。費用は5千 - 1万ドル（68万 - 136万円）程度で、1人当たりの国民総所得が3,540ドルのウクライナでは中間層には手が届きにくい金額となっている。また、11月には成人男性の欧州への違法出国に関わったとして、隣国モルドバの親ロシア派支配地域「沿ドニエストル共和国」の仲介グループの摘発を発表した。費用は1人5,500ドルから。ウクライナの国境警備隊の当局者も関与していた。

### ドローン

#### 中国製

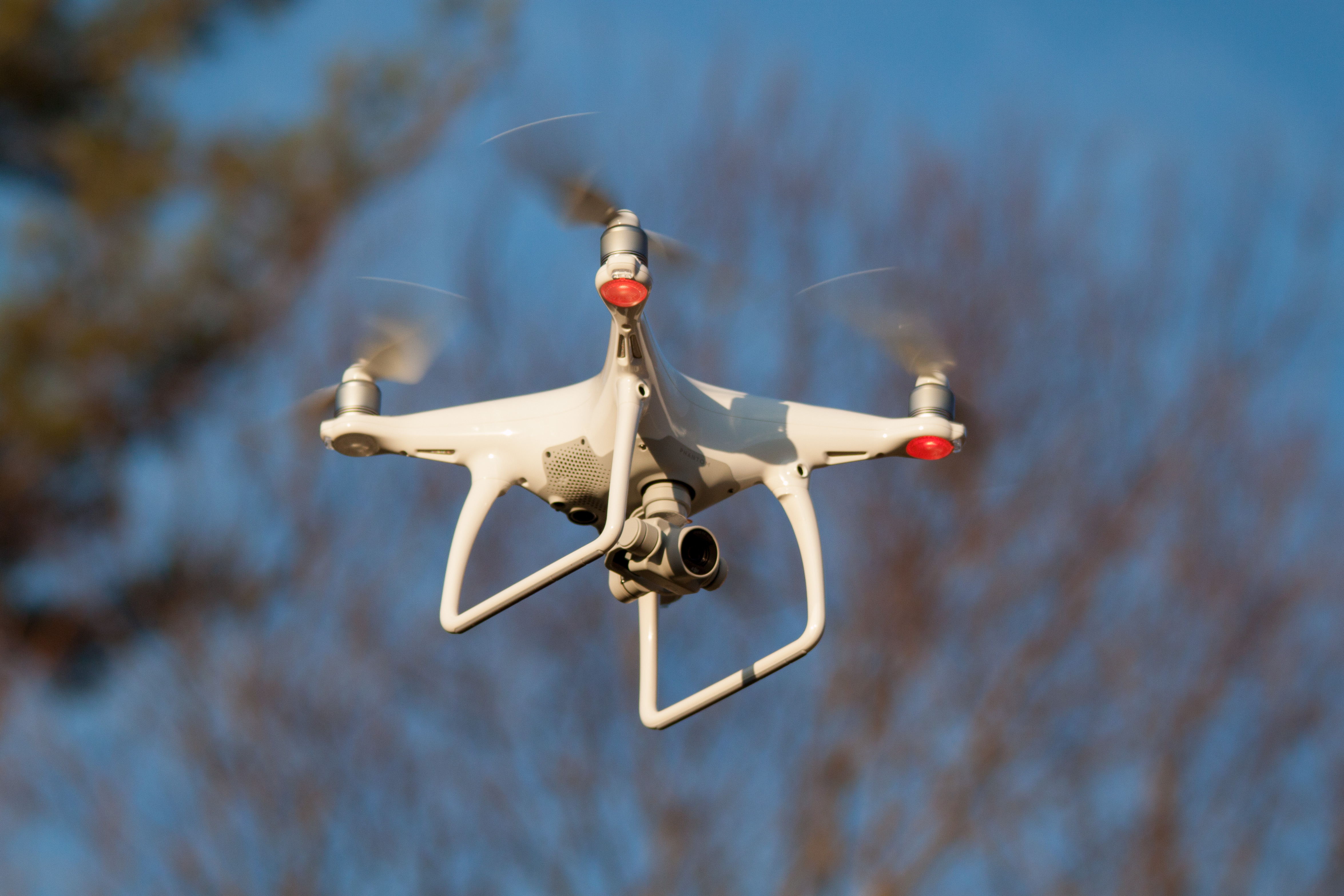
戦場ではウクライナ軍、ロシア軍ともに中国製民生用ドローンが多数使用された。（参考写真：DJI Phantom 4）

戦場では、中国製、特にDJIの民間のドローンが多く投入された。ウクライナ軍はドローン監視センターを作り、ロシア軍の動きを偵察した。ウクライナ政府は軍だけではなく、ドローンを持っている一般人にも偵察任務に加わるよう呼び掛け、多くの市民が参加した。ドローンに搭載された熱探知カメラが夜間のロシア兵や戦車を監視した。ウクライナ政府によれば、市民の持つドローンの大半は世界の民生用市場の約70％を占める中国のDJI製であるとし、国外からも支援の一環として大量の同社製品が送られたという。しかし、ウクライナ政府は、DJIのドローンを同時にロシア軍も使用しているとし、副首相がTwitterで「DJIはロシア軍による殺人のパートナーになりたいのか」と書き込んだほか、DJIに対し書簡を送りロシアへの協力をやめるよう要請した。ブルームバーグはロシア政府が中国政府に対し武装ドローンの提供を求めたと報じた。その後、DJIは4月26日にロシアとウクライナでの製品の販売とアフターサービスを一時中止した。

#### イラン製
ウクライナ当局によると、10月10日のロシア軍によるウクライナ各地へのミサイル攻撃や、10月13日のインフラ施設の攻撃などでイラン製の「カミカゼ・ドローン」が使用されたという。ゼレンスキーは「10月10日のミサイル攻撃のドローンの一部がイラン製の「シャヘド」と特定した」と発表した。イラン製ドローンは航続距離2000キロの徘徊型兵器で、標的を定めて突進し爆発することから「カミカゼ」と呼ばれるという。ロシア軍はシャヘド129、シャヘド136、シャヘド191、モハジェル6をウクライナで使用しているという。「カミカゼ・ドローン」による攻撃についてイギリス国防省は「複数の機体を同時に攻撃させることで一定の成果を上げている可能性がある」として警戒感を示した。

## 占領地でのロシア化政策と抵抗運動
ロシアは、占領地で以下のようなロシア化政策を進めている。
- 住民に対するロシアのパスポートの発給。
- 給与や年金のロシア・ルーブルによる支払い。
- 道路標識のウクライナ語からロシア語への切り替え。
- ロシアのテレビやラジオの放送。
- 住宅や道路の再建、ロシアとの鉄道の接続。
- ロシアや親露派による首長の任命。

こうした手法は、ジョージアにおけるアブハジアや南オセチアの分離工作でも使われた。2014年から親露派勢力が実効支配するドンバス地方の一部では2019年、住民へのロシア国籍付与手続きを簡素化して2022年春までに約80万人にロシア国籍を与えており、プーチンは2022年5月25日にウクライナ南部のザポリージャ州とヘルソン州で同様な措置を取る大統領令に署名した。
開戦当初の「ウクライナを占領するつもりはない」という説明と矛盾しているのではないかという報道機関からの質問に対して、ペスコフは2022年5月19日に「生活機能を保障する必要がある」と回答している。
ロシアの占領軍や親露派に対する抵抗活動も発生している。パルチザンはポスター掲示などのプロパガンダの他、ロシア軍の施設にスマートフォンを設置してミサイルの誘導を行うなどウクライナ軍と連携した破壊活動も行っている。オルロフは2022年5月22日にSNSで、ロシア軍が任命した「市長」であるシェフチクの自宅がパルチザンに爆破されたと発表した。
親露派はソーシャルメディアにロシアを支持するメッセージを投稿しており、中にはロシア人から金を受け取っている者や、砲兵陣地などの軍事情報をロシアに流す者もいる。ウクライナ保安庁はこうした市民を探し出し、拘留している。
2022年9月30日、プーチンは「ロシア編入」の是非を問うため占領地で「住民投票」を実施し、ウクライナ東部4州の併合を宣言した。4州でロシア側が任命した幹部が「編入」の文書に調印した。ロシアは「『住民投票』により4州の住民がロシアへの編入に賛成した」と主張した。これに対し、ウクライナや国連、西側諸国は見せかけに過ぎないとして非難した。ゼレンスキーは「『偽の住民投票』に価値はなく、現実を変えるものではない」と述べた。ストルテンベルグは「違法に土地を奪う行為だ。NATOの加盟国は今も、そしてこれからも、これらの地域をロシアの一部だとは認めない」と述べた。バイデンは「ロシアは国際法に違反し、国連憲章を踏みにじった。この併合にはまったく正当性がない。アメリカは国際的に認められたウクライナの国境を常に尊重していく」と述べた。

## 朝鮮民主主義人民共和国（北朝鮮）による参戦
朝鮮民主主義人民共和国（北朝鮮）は旧ソ連時代からのロシアの同盟国で、軍事同盟であるソ朝友好協力相互援助条約を締結していた。しかし冷戦終結後の新条約では軍事同盟的な性格は弱められた。だが、2024年6月19日に行われたプーチンと金正恩総書記の首脳会談で包括的戦略パートナーシップ条約が新たに締結された。その中では一方が戦争状態となればもう一方が軍事支援を行うとされており、これは事実上冷戦時代のロシアと北朝鮮の軍事同盟が復活した事となった。
2024年8月頃に金正恩総書記がプーチンに対して北朝鮮が最大10万人の兵士を派遣する用意があると提案し、その見返りに北朝鮮はロシアの最新の軍事技術を得たい思惑があったとされている。同年10月18日、ウクライナの情報機関はロシアの訓練場で北朝鮮の軍人がロシアの軍人から軍需補給品を受け取る様子を発表した。これにより北朝鮮が軍を派遣し、ウクライナ侵攻に参戦した疑惑が浮上した。また以前からウクライナには北朝鮮のミサイル技術者が派遣され、ミサイル技術をロシア兵に提供・指導したり、時には自らが攻撃に加わる事もあった。なお従来からロシアへの労働力支援も行われてきたという。今回派兵された朝鮮人民軍部隊であるが、これは工兵部隊であるという。そして韓国の情報機関国家情報院によれば1500人余りの朝鮮人民軍特殊部隊がウクライナに派兵されたという。とは言えあくまでも韓国政府は「確認できない」と発表しており疑惑の段階である。しかし実際に派兵・参戦が確認された場合は北朝鮮にとって初めての大規模な他国の戦争への参戦であり、ロシアのウクライナ侵攻においては初の第三国の参戦となる。2024年11月6日（2024年11月7日更新）のロイターの報道によれば、11月4日にクルスク州で「北朝鮮兵が初めて戦闘に参加した」とアメリカの当局者が明かしたという。

## ロシア国内での状況

### 世論調査
侵攻開始後の2月25日から27日にかけて実施されたロシアの世論基金「FOM」による調査では、プーチン政権の支持率は71%にのぼった。侵攻前の2月20日には64%であり、前年の2021年の7月から8月にかけては57%ほどだった。また、ドネツク・ルガンスク両人民共和国の国家承認については支持が69%であった。
ロシアの独立系世論調査機関「レバダセンター」が4月21日から27日にかけて行った調査では、「軍事作戦を支持する」と答えた人は74％で、前月と比べて7ポイント減少し「支持しない」と答えた人は5ポイント増え19％となった。「軍事作戦は成功しているか」という質問に対しては、「どちらかといえば失敗」が12％、「完全に失敗」は5％となり、合計で17%の人が「失敗」と答えた。「失敗」と答えた理由で最も多いのは「長引いて終わりが見えない」の48%で、その次が「子どもなどの市民、ロシアの軍人が死亡し、多くが失われている」の31%となっており、戦闘の長期化が世論に影響を与え始めていることを示している。

### 情報統制とそれに対する対応
- 2022年2月25日 - ロシア国内でのFacebookへのアクセスが制限された[419]。
- 2月26日 - 通信規制当局は、国内メディアに対し、ウクライナ危機に関する報道で「攻撃、侵略、宣戦布告」と表現した記事を削除するよう求めた[420]。
- 3月1日
  - AKKetが取得したロシア政府が発行したと見られる文書によると、国外からの制裁など外部の脅威が多いとして、ロシア政府は外国製ソフトウェアの自動更新を無効にし、情報システムのユーザーのパスワードを変更し、ロシア国外のドメイン名である.com、.org、.netなどにあるすべてのウェブサイトを.ru、.su、.рфなどのロシア国内のドメインに移管すると促した。また、インターネットから切り離し、国内ネットワークサービスのRUネットへの切り替えも示唆した[421]。
  - ロシア連邦通信・情報技術・マスコミ分野監督庁（ロスコムナゾール）[422]は、ロシア語版ウィキペディア「Вторжение России на Украину (2022)」においての、「ウクライナ民間人に多数の死傷者が出た」という記載が「違法に拡散された情報」であるとして検察当局がウィキペディアサイトの停止を警告した[423][424][425]。
  - YouTubeは、ロシア政府系メディアの「RT」「スプートニク」の公式チャンネルをヨーロッパで視聴できない措置を取ったと明らかにした[426]。
- 3月2日
  - ロシア経済紙『РБК（ロシア語版）』は「国民は政権に規制されていない情報を得るため『VPNアプリ』を積極的にダウンロードしている」と報じた[427]。
  - ロシアの情報統制を受け、BBC会長のティム・デイビー（英語版）は「ロシアの人々に真実を伝え続ける」と述べ、ロシアとウクライナ両国内で一日4時間、2つの短波放送を開設したと発表した[428]。
- 3月3日
  - ウィキメディア財団は、ロシア政府の記事削除要求に対して「ウィキペディアはこの危機における信頼できる重要な情報源である。私たちはウィキペディアのメンバーへの検閲や脅迫に対して後退しない。私たちは、世界に自由な知識を提供する使命を持つ」との声明を出した。ウィキメディア財団ロシア支部（ロシア語版）は、通信監督庁にウィキペディアは常時複数人の編集者によって情報が更新され、かつガイドラインもあるなどの説明をした[425]。
- 3月4日
  - ロシア下院議会は「ロシア軍の活動について意図的に誤った情報を拡散するなどした個人や団体に罰則を科す」とする法律の改正案を全会一致で採択した。ロシア人だけでなく外国人も対象で、最大で15年の懲役や禁錮など自由剥奪の重い刑罰を科す可能性がある。同日、上院での採択、プーチンの署名を経て改正法は発効した[142][429]。
  - ロシアの通信規制当局は、BBCのロシア語放送、アメリカ国営放送「ボイス・オブ・アメリカ」、アメリカ政府系放送局「ラジオ・リバティー」、ドイツ公共放送「ドイチェ・ヴェレ」、ロシア語の独立系ニュースサイト「Meduza」などへのインターネット上のアクセスを遮断したと発表した[430][431]。さらにFacebookとTwitterへのロシア国内でのアクセスを遮断すると発表した[432]。
  - 上記の措置がとられたため、BBC、ブルームバーグ、CNN、カナダ放送協会（CBC）などはロシア国内での取材活動を一時停止すると発表。ティム・デイビーは「スタッフの安全は最重要であり、仕事をしただけで刑事訴追を受けるリスクにさらす気はない」と述べた。ドミトリー・ムラトフが編集長を務めるロシアの独立系新聞『ノーヴァヤ・ガゼータ』は、ウクライナでの軍事行動に関する記事を削除する方針を示した[432][433]。日本の朝日新聞もロシア国内からの報道を一時見合わせることを発表した[432]。
- 3月6日 - TikTokは、前述の法改正を受け、ロシアのユーザー向けの生配信と新コンテンツの提供を停止すると発表した[434]。
- 3月8日
  - BBCはロシアからの報道を再開したことを発表した。同局は「新法の影響とロシア国内から報じる緊急の必要性を慎重に検討した結果、再開を決定した」とのコメントを発表している。その一方で『ニューヨーク・タイムズ』はロシア国内に駐在しているスタッフを国外に一時撤退することを発表した[435]。
  - 日本放送協会（NHK）は同局が放送している国際放送「NHKワールド JAPAN」の英語チャンネルが同日（現地時間同月7日夜）からロシア国内において、視聴が出来なくなっていることを発表した[436][437]。
  - Twitterは、TwitterのサイトをTorネットワーク経由で閲覧できるようにした。これにより、ユーザーは匿名でTwitterを利用できるようになる[438]。
- 3月9日
  - 日本国外務省は「最悪の場合、身柄の拘束や罰金を課す可能性も排除できない」として、報道各社に対し、ロシア国内での報道活動は慎重に行うように注意喚起を行った[439]。
  - ディスカバリーはロシア国内での番組配信を停止したことを発表した[440]。
- 3月10日
  - Telegramに開設されたチャンネル「Мракоборец」において、ロシア語版ウィキペディア「Вторжение России на Украину (2022)」の編集を行っていたミンスク在住のマルク・ベルンシュテインの個人情報が晒された[441][442]。
- 3月11日
  - ロシア検察当局は、FacebookやInstagramを運営するメタを「過激派組織」と認定し、ロシア国内での活動を禁止するよう裁判所に告訴した[443]。
  - YouTubeは、ロシア国営メディアと関連するチャンネルをブロックし、世界中で見られなくなるよう措置を講じた。これらのチャンネルはヨーロッパで既に見られなくなっていたが、全世界に広げた[444]。
  - ベラルーシ内務省の組織犯罪・腐敗対策総局は、ベルンシュテインの身柄を拘束した[445]。
- 3月14日 - ロシア情報技術・通信省は、国内のInstagramへの接続を遮断した[446][447]。
- 3月16日 - 国内のハイテク起業家らは、Instagramの国内遮断の措置を受け、ロシア独自の写真共有アプリ「ロスグラム」を立ち上げると発表した。サービス開始は3月28日とされる[448]。
- 3月21日
  - モスクワの裁判所は、FacebookやInstagramを運営するメタを「過激派組織」と認定し、ロシア国内での活動を禁止する決定をした[449]。
  - 午前0時9分（モスクワ時間）、日刊紙『コムソモリスカヤ・プラウダ』のウェブサイトは、ロシア国防省からの情報として、ウクライナでの「特別作戦」で軍要員9,861人が死亡、1万6,153人が負傷したと報じた。当該記事はソーシャルメディアで注目を集め始め、同日午後9時56分、死者数への言及は全面的に削除された。同紙はこの後、サイト管理者のアクセスがハッキングされたとする声明を発表。事実に反する偽情報が挿入されたが、ただちに削除したと述べた[450]。
- 3月23日 - ロシア通信当局は検察当局からの要請により、信頼できない情報にアクセスさせているとして、Googleのフィードリーダーを遮断したと明らかにした[451]。
- 3月28日
  - ロスコムナゾールは、ゼレンスキーにインタビューした国内メディアに対し、インタビューの記事を掲載しないよう求めた。検察当局も調査開始を発表したが、一部のメディアは取材内容を公表した[452]。
  - ロシアの独立系メディア「ノーヴァヤ・ガゼータ」は、ロシアの通信規制当局から2度の警告を受けたとして、ロシア軍によるウクライナ侵攻が終わるまで活動を停止すると発表した。1年間に文書で2度の警告を受けると、当局が裁判所に登録廃止を申請することが可能になる[453]。
- 3月29日 - ロスコムナゾールは、YouTubeに対してウクライナの極右勢力やアゾフ大隊などのビデオを隠匿しているとして、それらの「違法」ビデオを削除しないと罰金を科すと警告を発した[454]。
- 3月31日 - ロスコムナゾールは、ウィキペディアに対し、ロシア政府の見解と異なるウクライナ侵攻に関する情報をロシア人に提供しているとし、「誤った情報」を削除しなければ、最高400万ルーブル（約580万円）の罰金を科すと警告した[455]。
- 4月5日
  - Twitterは、ロシア政府のアカウントをおすすめとして、ユーザーのタイムラインなどで表示しない方針を発表した。同社は、これらの投稿について、新規則の適用範囲に含まれるが遡及的には適用されないとした[456]。
  - ロスコムナゾールは、ウィキペディアに対し「間違った情報を含むコンテンツ」の削除を再要請し、応じない場合には最高400万ルーブル（約600万円）の罰金を科すと警告した[457]。
- 4月11日 - 過去に2回毒を盛られた可能性がある反体制政治活動家でジャーナリストのロシア人ウラジーミル・カラムルザ（ロシア語版）がモスクワの自宅前で拘束された。拘束前の同日に掲載されたCNNのオンライン・ストリーミング・プログラムでプーチン政権を「殺人者たちの政権」と呼び、ウクライナ侵攻を非難し、さらにはこの侵攻がプーチン政権を失脚へ導くと述べていた[458][459][460]。
- 4月15日 - インテルファクス通信は、ロシアの裁判所が、Googleとウィキペディアを運営するウィキメディア財団に対し、ウクライナでのロシアとウクライナの軍事衝突における「偽の」情報を削除しなかったとして罰金を科したと報じた[461]。
- 4月26日 - ロシアの通信社は、モスクワの仲裁裁判所がロシアにおけるGoogleの財産と資金5億ルーブル（約700万ドル）相当の差し押さえを命じたと報じた[462]。
- 5月5日 - プーチンはロシア国営教育財団のトップと面会。ウィキペディアの記述内容が客観性に欠けるとして、ロシア独自のネット百科事典を作成するよう促した。モスクワ・タイムズによれば、財団トップは「ウィキペディアの代わりとなるデータベースを作っているところだ」と返答したという[463]。
- 5月18日 - ロシアのGoogle子会社が破産申請を計画していることを明らかにした。当局に銀行口座を差し押さえられたため、従業員の給与や取引先への支払いなどができなくなったためと説明している。なお、破産後もロシア国民向けの無料サービスの提供は継続するとしている[464]。

### 政府寄りの著名人の反応
スポーツ界
- ロシアの2022年北京五輪クロスカントリースキー三冠のアレクサンドル・ボルシュノフ（ロシア語版）は、2022年3月7日に自身のInstagramにソ連時代の代表ユニフォームとみられるものを着用してスキーをする写真を投稿し「CCCP（ソ連の略称）1980」とのメッセージを添付した。この投稿に対し、ノルウェースキー連盟会長のエリック・ロステやスポンサーなどが非難するなど批判が続いていたが、同月9日までに投稿は削除された。その後、ボルシュノフは3月18日にモスクワのルジニキ・スタジアムで行われたロシアのクリミア半島併合記念コンサート「クリミアの春」にも参加するなど、プーチン支持の姿勢を続いていたことから、ドイツのグローブメーカーのKINETIXXはボルシュノフの行動を批判したうえで、ボルシュノフやロシア人選手と絶縁する方針を明言した[465][466]。
- ロシアのイワン・クリアク（ロシア語版）は、3月5日、カタールのドーハで行われた体操の種目別ワールドカップ（英語版）に出場した大会での国旗の使用が禁止されているため、ロシアで勝利を意味しロシア軍の軍用車両にも描かれている「Z」の文字を白いテープでつくり、胸のエンブレムを隠したユニフォームを着用して競技に臨んだ[467]。

これに対し、国際体操連盟はクリアクの懲戒手続きを開始するよう体操倫理財団に求めると発表した。この動きに対しクリアクは「『勝利のために』『平和のために』を意味している。私は誰かの不幸を願ったわけではなく、自分の立場を示しただけ。アスリートとして常に勝利のために戦い、平和のために立ち上がる」と釈明し、「もし、もう一度チャンスがあり、「Z」印をつけるかどうかを選ばなければならないとしたら、全く同じことをするだろう」と発言した。
国際体操連盟は同年5月17日、クリアクに対する処分について、独立機関の体操倫理財団から国際体操連盟および加盟団体主催の試合への1年間出場停止、3月のワールドカップの成績について失格とし、平行棒で獲得した銅メダル剥奪と賞金500スイスフランの没収、係争費用の2,000スイスフランの支払いを命じた。
- クリアク以外にもロシアのアスリートによる「Z」マークの着用の動きが続いており、3月18日にモスクワのルジニキ・スタジアムで行われたロシアのクリミア半島併合記念コンサート「クリミアの春」に、2022年北京五輪スキージャンプ団体戦銀メダリストのイリーナ・アブバクモワとエフゲニー・クリモフ（ロシア語版）が胸元に「Z」の文字があるジャケットを着用し出席。同様に北京五輪アイスダンス銀メダリストのヴィクトリヤ・シニツィナとニキータ・カツァラポフや2021年東京五輪競泳背泳ぎ二冠のエフゲニー・リロフなども「Z」マークの入った衣服を着用して出席した。この動きに対し、他国のメディアやアスリート、企業などからの強い反発が出ており、リロフはスポンサーシップを締結していたイギリスの水着メーカーSPEEDOとの契約を即刻破棄されている[472][473][474]。

芸術界
- ロシアのピアニストであるボリス・ベレゾフスキーは3月10日、同国政権寄りのメディアであるチャンネル1のトーク番組に出演し、「素朴な質問がある。彼ら（ウクライナ）に情けをかけ、慎重に物事を進めているのは分かる。だが、彼らを気にかけるのはやめて（キエフを）包囲し、電力を遮断したらどうだろうか」と発言した。また「西側メディアが報じていることは真っ赤な嘘だ」「我々はこの戦争に勝ち、この国で何かいいもの、素晴らしいものを築かなければならない。最後には真実が人々に届くと確信している。1年後には真実が勝つ」などとプーチン政権によるウクライナ侵攻を擁護する発言を行った[475]。

この発言に対し、ドイツ出身のピアニスト・指揮者のラルス・フォークトは自身のTwitterで「私の元友人、ボリス・Bがこのような発言をしたとは信じられない。だが、私は彼の口からその言葉を聞いた。私たちの友情は正式に終わった」と絶縁を表明する投稿を行うなど、音楽関係者を中心に反発が広がっている。
- ボリショイ劇場は、ロシア文化省主催による、ウクライナにおける「特別軍事作戦」を支援する「オープン・カーテン (Открытый занавес) 」と名付けた大規模なチャリティー公演シリーズの初演を2022年4月2日に行った。公演目的はロシア軍とドンバスからの「避難民」を支援することとしている[476][477]。
- サンクトペテルブルクの名門マリインスキー劇場芸術監督のヴァレリー・ゲルギエフは、プーチンの30年来の友人であり、過去に再三に渡って支持を表明[478]。ウクライナ侵攻に対してノーコメントを貫いた結果、ロシアの侵攻に反対する各国の交響楽団からゲルギエフの解雇や解任が相次いだ[479][480][481]。

聖職者
- プーチンの長年の盟友でロシア正教のトップであるキリル総主教は、世界教会協議会総幹事代理のイオアン・サウカからの書簡に対する返書の中で、対立の起源は西側諸国とロシアの関係にあるとした上で、「あからさまにロシアを敵とみなす勢力がその国境に近づいてきた」「NATO加盟国は、これらの兵器がいつか自分たちに対して使われるかもしれないというロシアの懸念を無視して、軍備を増強してきた」「ウクライナ人やウクライナに住むロシア人を精神的にロシアの敵に作り変えようとした」と西側諸国の指導者らを非難。また、今回の経済制裁について、「ロシアの政治・軍事の指導者だけでなく、とりわけロシア国民を苦しめようとする意図が露骨に表れている」との認識を示し、「主の力によって、一刻も早く正義に基づく恒久的な平和が確立されるよう」「世界教会協議会が政治的偏見や一方的な見方から自由であり続け、公平な対話のためのプラットフォームであり続けることができるよう」求めた[482]。

教育界
- ロシアの名門大学であるモスクワ大学の学長を1992年から務めるヴィクトル・A・サドーヴニチィは、ウクライナ侵攻の際して、クレムリンの方針を支持する文書を作成。この文書には、サンクトペテルブルク大学を含む300を超えるロシアの大学学長らが共同署名。プーチンとロシア軍を、ロシア大学学長連盟として支持することを表明している[483]。

その他
- ロシアのチェスグランドマスターのセルゲイ・カヤキンは、プーチンとウクライナ侵攻を支持する発言をSNSで繰り返したため、国際チェス連盟は3月21日の懲戒委員会で、カヤキンを「倫理規定に違反し、チェス競技の評判を落とした」として6か月の資格停止を満場一致で決定した。カヤキンは同日、自身のTelegramで連盟の決定は恥ずべきものだと批判し、ロシアのチェス連盟は決定に対し異議を申し立てている[484]。

### 戦費
- 侵攻後1か月が経過した3月下旬には、戦費が巨費に上るとする指摘が相次いだ。ロシア政府はウクライナ侵攻の戦費を公表していないが、イギリスの調査研究機関などが3月上旬、ロシアの戦費が「最初の4日間は1日あたり70億ドル（約8610億円）で、5日目以降は200億-250億ドル（約2兆4600億-3兆750億円）に上ると試算（ロシア政府の歳入は年間で25兆ロシアルーブル〈約31兆2500億円〉程度）。ロシアの調査報道専門メディアである「インサイダー」は、ロシア軍が3月26日に発射した52発のミサイルの総額は推計3億4000万ドル（約418億円）にも上り、ロシア軍が3月6日にウクライナ中部の空港に高価な長距離精密誘導弾8発を撃ち込んだことに、プーチンが激怒したと伝えた。侵攻が長期化するにつれ、欧米などによる経済制裁で国家財政が苦境に立たされ、兵器の補給にも制裁の影響がでるなど戦費がプーチン政権の重荷になり始めていると伝えられた[485]。

### 行方不明の兵士の捜索
- イギリス紙『ガーディアン』は兵士とその家族の権利を守ることを目的に組織された団体「ロシア兵士の母の委員会連合」には侵攻の開始以降、音信不通となった兵士の家族らからの問い合わせが殺到していると報じた。代表のスヴェトラーナ・ゴルブによれば、今回の作戦について家族らにはほぼ何も知らされていないという。また、ウクライナで戦いたくないという兵士の声を伝える家族らからの電話も多くかかってきている。例として、ロシア南部・ダゲスタンのある母親は最前線にいる息子が上官に「自分は戦闘に加わりたくない」と告げたと語っていた。しかし、上官は選択の余地はないと言ったという。「これはあってはならないことだ」とゴルブは言う。団体は独自のデータベースを用いて兵士の所在を突き止め、当局に安否情報の開示を要求している。他にも、ロシア国防省が返還を渋っているのだとゴルブが思い至ったため、死亡した兵士の遺体を自分たちの手によって回収することを検討している[486]。
- CNNはウクライナ内務省が設置したホットライン「生きてウクライナから戻る」にも2022年2月24日以降、同年3月9日時点で6,000件以上の電話が来ていると報じた。このホットラインは人道危機と戦争を止めるためのプロパガンダの両方の側面から、ロシア兵の安否情報の提供をしている。一連の録音からは、多くのロシア兵が自分の予定や派遣理由を知らない様子がうかがえ、またプーチンが戦争に関する情報を統制していることが明らかになっている[487]。
- ウクライナのYouTuberであるボロディミル・ゾールキンは、行方不明となったロシア兵の家族が手がかりを得られるよう、収容されたロシア兵の遺体と持ち物を公開している[215]。またウクライナ軍の協力を得て捕虜へのインタビューも公開しているが、大半の兵士は地方出身の貧しい若者であり、給与目当てに志願し、国家を守るという意識が低いことが明らかになった[215]。

### ロシア軍被害実態の隠蔽
- 2022年3月18日、キーウ在住でクリミア選出の元ウクライナ議会議員のレファット・チュバロフ（ウクライナ語版）の証言として、クリミア併合がロシアの合法的偽装により強引に行われたことや、クリミアの若い男性がロシア軍に集められ戦場へ送り込まれ、クリミアから主力の侵攻が行われていること、また、本来土葬のロシアで、クリミアがロシア兵の火葬場として使われていることなどが暴露された。クリミアには数年前に近代的な大きな火葬場が建設され、24時間体制で死んだ兵士の遺体が集められ火葬が行われており、これは抗議運動を恐れたロシア側が遺体のままロシアへ持ち帰らせないため講じた措置だと伝えられた[488]。
- 3月20日付のイギリス紙『サンデー・テレグラフ（英語版）』は、ロシア軍が被害の実態を秘匿するため、ウクライナで戦死した自国兵の遺体を極秘裏にベラルーシに移送している可能性があると報じた。これに先立ち、アメリカ政府系放送局「ラジオ・フリー・ヨーロッパ」は、ベラルーシ南東部に夜間、次々と到着するロシア軍の車両だとする映像を公開。公開された映像の車両の窓は中が見えないよう白いカーテンで覆われ、側面に赤十字が記されていた[489]。
- ゼレンスキーは、3月27日発行のイギリス『エコノミスト』誌のインタビューの中で、プーチンは自国の兵士たちの遺体を放置していると非難。複数人のウクライナ兵によれば、一部の戦場ではロシア兵の遺体の腐敗臭がひどく、息もできないほどであるという[490]。
- 今回の「特別軍事作戦」で死亡した兵士の家族には一時金として500万ルーブル、保険金、補償金として742万ルーブル、計1242万ルーブルが支払われることになっている。しかし実際には多くの兵士は「行方不明」として処理されている[491]。
- 3月末にキーウ郊外からロシア軍が撤退した際、自国兵の遺体を多数放棄していったとウクライナ側は非難している。2022年5月時点でウクライナ軍は約200人のロシア兵の遺体を収容しており[215]、大半はキーウ近郊で見つかったという。収容活動を統括する軍幹部によれば、ロシア政府は遺体の返還に全く関心を示していないという。一定期間が過ぎても引き取られない場合、身元が判明した者はその名前で、不明の者は無名戦士としてウクライナ国内に埋葬されることになる[492]。

### ウクライナ特殊作戦（蜘蛛の巣作戦）
膠着していた戦況だが、2025年6月1日、ウクライナ保安庁（SBU）は、ロシア領内で特殊作戦を決行し、ロシアに「推定70億ドル（約1兆円）」の損害を与えたと発表した。ロシアの飛行場に配備されていた戦略爆撃機の34%を破壊し、過去に類例のない大規模作戦であった。この作戦はウクライナ軍が秘密裏に1年半をかけ計画したもので、「蜘蛛の巣作戦」と呼ばれ、ロシアの軍事空港5つが一瞬にして爆撃され壊滅的被害を受け爆撃機41機が全滅した。これはこの戦争で最も重大な出来事であり、全世界の戦争の歴史の中でも大きな出来事だとの専門家の指摘もある。6月2日のトルコでの和平交渉直前の出来事であり、ウクライナ優勢での交渉に180度転換になるのではとの意見が聞かれた。作戦の内容は、ウクライナが小型ドローンをロシア国内に密かに持ち込み移動式の木製仮設住宅の屋根にドローンを仕込むという「トロイの木馬計画」のようなものであった。この仮設住宅を乗せたトラックが軍事空港近くに到着すると屋根が開き、小型ドローンが戦略爆撃機を空爆するというものであった。ロシアはなすすべがなかった。これは世界中どこでも同様にあり得る脅威として認識されることにもなった。

## 戦争犯罪

### 民間人拷問・殺害
ロイターやBBC、ニューズウィークなどはロシア軍がウクライナの一般市民に対して壮絶な拷問や殺害を大々的に行なっていると報道している。
ロシア軍が一時占拠したキーウ近郊のブチャでは多くの民間人とみられる遺体が見つかり、ボロディアンカなど他の地域でも同様の被害がでていることが明るみに出た。タス通信によると、ブチャでの民間人殺害について、プーチンは2022年4月6日、ハンガリー首相のビクトル・オルバンとの電話会談でこれを否定し「ウクライナ政府による粗野で冷淡な挑発行為」と述べ、ロシア軍の関与を否定した。マリウポリ市議会は4月6日、ロシア軍が戦争犯罪を隠蔽するため「移動式火葬場」を稼働させ、殺害した遺体を焼却しているとSNSで明らかにした。
ベネディクトワは、「ボロディアンカでは『最悪の人的被害』が起きた」と述べた。ブチャでのヒューマン・ライツ・ウォッチの調査ではロシア軍による公開処刑が行われたとしている。それによると、「広場に40人ほどの住民が集められ、ロシア兵は5人の男性を跪かせ、うち1人を後頭部から銃撃した。その際、司令官は『これは穢れだ。我々は穢れを清めに来た』と発言した」という。さらに、残る4人もその後殺害されたとしている。ウクライナ国防省は、虐殺など戦争犯罪に加担したとする1,600人以上のロシア兵の個人情報を公開した。
- 2022年2月28日、ICC主任検察官（英語版）のカリム・カーン（英語版）は、ウクライナにおける戦争犯罪や人道に対する罪に関する捜査を開始する意向を表明した[503]。ロシアとウクライナはICCローマ規約の締結国ではないが、犯罪が行われた国家が非締結国であっても、ICCの管轄権を受諾した場合は捜査が可能となる[503]。
- 11月、第64独立自動車化狙撃旅団の通信部隊に所属していた兵士ニキータ・チブリンがスペインで亡命申請を行った。「アレクセイ・ナワリヌイの支持者で、反戦の立場を表明したため、過酷な肉体労働に回されて腰を痛めている。6月にトラックに隠れてウクライナを脱出しハーグの国際法廷や国連の調査に協力したい」とグラグ・ネットに連絡し、ロシア出国の援助を得た[504]。チブリンの話によると、キーウ近くの村々で戦友たちは「武力がある、戦車がある、歩兵戦闘車がある、武器もある」と言いながら家々を略奪。宝石や携帯電話を盗み、エンジンがかからなかった車や家を破壊していた。酒を盗んで酔っ払い、アンドリブカでは4人の兵士が母娘をレイプした。1人は逃亡、3人は他の兵士・指揮官たちに殴打され、射殺を望んだ。しかし証拠が無いから責任を問われないと解雇され、釈放されている。民間人殺害の現場は見ていないが、部隊の兵士たちが関わっているという「広範な噂」はあったという。チブリンは前線に送られないよう、精神疾患のふりをして逃げたため、知人・友人・家族に拒絶されたことからもロシア出国を決意したとしている[505]。

### 人身売買・性的暴行
ロシア軍の侵攻により国外に逃れたウクライナ難民410万人の大半は女性や子どもが占め、混乱に乗じた人身売買や、ロシア兵による性的搾取、性的暴行などの被害に遭うケースが度々報告され、国連などにより警戒が呼びかけられた。性的被害者には20歳未満の未成年者も含まれる。またウクライナ保安庁は、ロシア兵が「3人で16歳の女の子をレイプした」など、レイプについて家族に語る複数個の電話音声を傍受し、公開している。
- 2022年3月4日、ウクライナ外相のクレーバは同国に侵攻したロシア兵が女性に対し性的暴行をはたらいていると非難。ロシアによる侵略行為を罰する特別法廷の設置の支持を表明した[508]。

- 3月9日、ドイツ連邦警察はベルリン中央駅に到着する難民たちに対し、女性や子供などの弱者を人身売買の標的にしようとする人間が混ざっている可能性があるとして、宿泊費用を提供すると申し出があった場合、ただちに警察に通報するようTwitterで注意を呼びかけた[509]。

- 3月14日、ウクライナ国境警備隊は、西部チェルニウツィーの検問所で、ルーマニア側に赤ちゃんを連れ出そうとした中国人の男2人を拘束したと発表した[510][511]。同庁によると、男たちは必要書類を所持せず、赤ちゃんの出自も答えられなかったといい、戦争の混乱に乗じた連れ去りの容疑がもたれている[510]。

- ウクライナ最高会議の人権オンブズマンは4月5日、キーウ近郊のイルピンにて4月2日、性的暴行や拷問を受けたとみられる10歳未満の子ども2人が死亡しているのが確認されたことを明らかにした[512]。

- 4月5日、イギリス首相（当時）のボリス・ジョンソンはロシア国民に向けて発信したメッセージの中で、「民間人が虐殺されたり、女性が子どもの前でレイプされている」と訴えた[513]。

- 4月12日付のBBCの報道では、被害者からの直接取材として、ブチャの占領地の地下室に14歳から24歳までの約25人（妊婦含む）の女性が集められ組織的にレイプされたと報じた。また同記事には他にもレイプ殺人、路上でのレイプ、レイプされ助けようとした夫は殺害など、凄惨な被害が報告されている[514]。

- ラジオ・フリー・ヨーロッパは4月15日付の記事で、ウクライナ保安庁から提供された情報から、ある夫婦の身元を特定したと報じた。この夫婦の妻はロシア兵である夫との通話の中で、夫にウクライナ人女性に対するレイプを許可していた[515][516]。

### 対応
- 2022年3月2日、ICCは、各国およびヒューマン・ライツ・ウォッチの要請を受け、ウクライナにおける戦争犯罪や人道に対する罪について、捜査を始めると発表した[517][518]。

- 4月3日、ヒューマン・ライツ・ウォッチは、目撃者や被害者に対する電話の聞き取り調査をもとに、ウクライナ各地での処刑などの実態を告発した[519]。

- 4月4日、ウクライナ国防省情報総局は、ブチャでの戦争犯罪に関与した可能性があるロシア兵1,600人余りの名簿を公式ホームページで公開した[520]。名簿には氏名や階級、生年月日などが記載された[520]。

- 4月5日、ベネディクトワはロシア軍による約5,000件の戦争犯罪を捜査していると明らかにした[132]。

- 4月12日、フランス国家憲兵隊犯罪調査研究所（フランス語版）の専門家18人がブチャに入り、戦争犯罪の証拠集めに着手した[521]。同研究所によると、調査結果は国際刑事裁判所に提供される予定[521]。

- 4月13日、カーンはブチャを訪問。国際刑事裁判所の公式Twitter上で「真実にたどり着くためには、戦争の霧を突き破らないといけない」と述べた[521]。

- 同日、欧州安全保障協力機構（OSCE）は、ロシアがウクライナ侵攻の際故意に民間人を襲ったとして、これは国際法違反で戦争犯罪にあたるとする報告を発表した[522][523]。この報告書では3月9日のマリウポリの産婦人科病院への攻撃はロシア軍による犯行だと断定した。明らかな民間医療施設であるにもかかわらず、事前警告や退避期限の告知なしに攻撃したことなどから、意図的に民間人への被害を狙ったもので国際人道法違反と判断された[522][523]。ロシア側は産婦人科病院は軍事に流用されていたと主張していたが、オープンソースで得られる情報、地域で活動していた人権団体や非営利団体による報告などから総合的に判断した[522]。多くの民間人が避難していたマリウポリの劇場への3月16日の攻撃も国際法違反で戦争犯罪に該当する可能性が高いとした。OSCEにはロシアやベラルーシも加盟しているが、報告書承認の投票は棄権した[522][523]。なお報告書では4月1日までの攻撃しか分析しておらず、個人の責任追及までは踏み込んでいないことなどからさらなる調査分析が必要とした[522][523]。
- 5月13日、キーウの裁判所にてロシア兵の戦争犯罪を問う公判が初めて開かれた[524]。被告は2月28日にウクライナ北東部のチュパキフカ村で自転車に乗っていた非武装の民間人を殺害した容疑が持たれていた[524]。同月23日、有罪が確定し、終身刑が言い渡された[525]。
- 5月19日、ニューヨーク・タイムズはロシア空挺軍部隊が3月4日、ブチャでウクライナ人男性を少なくとも8人処刑したとする調査報道記事を掲載した[526][527]。
- 6月6日、国連安全保障理事会はウクライナにおけるロシア兵による性暴力被害を議論する公開会合を開いた[528]。性的暴力に関する事務総長特別代表事務局（英語版）特別代表のプラミラ・パッテン（英語版）によると、3日までに子供49件を含む124件の訴えが寄せられた[528]。実際の被害は更に多いとみられ、氷山の一角にすぎないと指摘した[528]。会合には欧州理事会議長のシャルル・ミシェルも出席し「これらの犯罪は罰されなければならない」と証拠保全への協力を強調した[528]。
- 8月4日、アムネスティ・インターナショナルは、ウクライナ軍が4月から7月まで人口の多い住宅地に拠点を設置し攻撃を行って民間人を危険にさらしたとして、国際人道法違反の戦術であるとの報告書を発表した。ウクライナ側の抗議や軍事専門家・人権擁護者たちの非難により7日に謝罪したが、指摘は正しいとして報告書の撤回は拒否した[529][530]。
  - ゼレンスキーは「アムネスティは市民が犠牲になっている責任を、ロシアからウクライナに転嫁しようとしている」と強く批判した。同月5日、アムネスティ・インターナショナル・ウクライナ事務所代表のオクサナ・ポカルチュク（ウクライナ語版）は抗議のため辞任した。ポカルチュクは「結果的にロシアの作り話を支持し、ロシアの宣伝の道具になった」「侵略される国に住んでいなければ、防衛軍をとがめることがどういうことか理解できないだろう」とアムネスティを非難した[531][532]。それに対して、事務局長のアニエス・カラマール（フランス語版）は「人口密集地で市民を巻き込む作戦をウクライナ軍が行っていると立証した」と反論した[532]。 ウクライナの市民団体などはカラマールの辞任を求めて署名活動を開始した[533]。
  - 同月8日、ニュージーランドのジャーナリストであるトム・マッチは、同年5月にアムネスティ・インターナショナルの危機対応に関する上級調査員であるドナテラ・ロベラに対して、この報告書は危険であることを警告していたことを明かした。マッチの説明によると、たとえば最前線の町バフムートにある廃墟となった語学学校はウクライナ軍部隊の一時的な兵舎になっていたが、これは戦争犯罪ではない。スタッフや生徒が避難して空になっている教育機関に軍隊を配置する権利はウクライナ軍に存在する。その建物は民間人の保護シェルターでないし、完全に避難を終えていなかった道路の向こう側には放棄された民間のアパートがあった。 これをロベラは、人口密集地域でのこの軍事駐留は「国際人道法違反」であると主張。マッチがウクライナ軍が人口密集地域をどのように防衛することになっているのかロベラに迫ったとき、ロベラは無関係だと言った。その論理によれば、ウクライナはハリコフ市のような主要な場所を放棄しなければならないだろう」と発言したマッチに「まあ、人口密集地での陣地はできるだけ避けなければなりません」「国際人道法はこれについて非常に明確です」とロベラは述べたという[534]。
  - 英国王立防衛安全保障研究所の上級研究員ジャック・ワトリングは、ウクライナ軍が近くの森林や野原に再配置するというアムネスティの勧告は、報告書の著者が「戦闘とは何かをまったく理解しておらず、これは報告全体に疑問を投げかけている」としており、勧告は「無意味で、軽薄で表面的なもの」と評している[535]。
  - 国際平和戦争法研究所（IFHV）のフェローであるウィル・ライトは、曖昧さと一面性により、この報告書は非難され続けるだろうとしている。「全体として、報告書は病院がウクライナ軍によって使用された事例に言及しているが、十分な情報を提供しておらず、ロシア軍の義務について論じていない」もので、また学校の事例についても病院の場合と同様、報告書は使用の正確な状況を判断するのに十分な詳細を提供していないと指摘した[536]。
- 8月27日 - AP通信とアメリカPBSの記者が戦争犯罪と見做される可能性のある民間インフラへの40件以上の攻撃（3件は鉄道インフラ、7件はバス停、民間人の死亡者100人以上）を独自に確認、その内容が報じられた[537]。調査中であるとしながらも、すべてのケースでウクライナ軍が標的であるというロシアの主張を裏付ける証拠を見つけられなかったという[537]。
- 9月1日、ヒューマン・ライツ・ウォッチは、ロシアとロシアに関連する当局がマリウポリとハルキウ地域在住のウクライナ国民を、ロシア占領下のウクライナ領土とロシア領土に強制移送したことを告発した[538]。処刑するとの脅迫もあったという[538]。数千人の民間人は「ろ過」というプロセスにかけられており、そこで指紋・顔画像（正面・横）を収集され、身体検査・私物と電話の検査を受け、政治的見解について尋問されたという[538]。この間、民間人は過密かつ劣悪な環境下に収容され、最短で数時間、最長でほぼ1ヶ月間を過ごした[538]。このプロセスで拘留された行方不明者は、ドネツク人民共和国に抑留されたと見られている[538]。ヒューマン・ライツ・ウォッチは、以上のことは国際人道法・戦争法で禁止されており、戦争犯罪として訴追の可能性があるとしている[538]。

## 影響

### 交通
|            | 直行 | 経由（テクニカルランディングも含む） |
| ---------- | --- | --- |
| 北回り経路 | 日本航空（旅客便→4/19以降往路のみ） フィンエアー（主にヘルシンキ行き） 全日本空輸（4/18以降ブリュッセル線から順次移行見込み）                                                                                          | 日本貨物航空（アンカレッジ経由） 日本航空（ベリーカーゴ臨時便:3/27のみシアトル経由、4/7復路南回り直行検証飛行実施後南回りへ移行）         |
| 南回り経路 | ルフトハンザドイツ航空 スイス インターナショナル エアラインズ エールフランス 全日本空輸（ブリュッセル→4/18以降往路のみ北回り、日本行きフランクフルト線） フィンエアー（一部ヘルシンキ発） 日本航空（4/19以降復路のみ） | 全日本空輸（日本発フランクフルト線:ウィーン経由→順次北回り直行へ移行見込み） KLMオランダ航空（仁川経由） カーゴルックス航空（バクー経由） |

ロシア
ウクライナ
クリミア半島、ドネツク人民共和国、ルガンスク人民共和国
侵攻に伴いロシアの航空機の領空通過を禁止した国

日本航空（JAL）は2022年2月24日以降、羽田空港/モスクワ線を欠航させている。渡航先の治安状況を理由に欠航するのは異例のことである。また、全日本空輸も3月2日のバイオ燃料をはじめとする持続可能な燃料である国産SAFの商用化と普及・拡大に取り組む有志団体「ACT FOR SKY」の設立会見後、ANA、JAL両社長の会見で「安全が担保できるという情報が取れる状況においては運航」とし「ロシア上空を避けるルートも検討中」としてJAL社長も同意していたが、同日夜にANAは3日の欧州便全便旅客便2便、貨物便6便の計8便をウクライナ情勢に鑑み欠航とし、今後ロシア上空を避けて中国・中央アジア・黒海を経由する南回り航路を検討するとしている。JALはモスクワ線以外の運航を決定したものの、欧州側の制裁抵触の恐れがあるため3月26日までコードシェア運航を単独運航へ変更するとしていた。しかし、3日になりJALも欧州便全便旅客便5便、貨物便3便の同じく計8便をウクライナ情勢により今後発生しうるさまざまなリスクを考慮し、当日に欠航を決定した。
JALも3月4日は羽田=ロンドン線をアメリカのアラスカ州・カナダ北極圏・グリーンランド・アイスランド経由の北回り経路について、上空での偏西風などによる追い風、目的地ロンドンの地理的位置、上空通過経路の地域支配政権のロシアとの関係（国連決議案で棄権したカザフスタン、中国上空の通過が必要）による安全性も総合的に考慮し迂回したことで約3時間遅延運航した。27日以降ヘルシンキ線も同じ経路で運航再開、隔週運航でパリ線ベリーカーゴ臨時便をシアトル経由（往復ともにテクニカルランディング）で運航するとし、27日のみ往復シアトル経由で運航したが、4月7日パリ発日本行きベリーカーゴ臨時便で南回り直行便検証飛行を実施し体制が整ったとして4月19日以降欧州発日本行き復路全便南回り直行便へ切り換えた。
その後ANAは20年夏ダイヤで就航予定していたイスタンブール線の航路で中央アジアを横断しトルコに至るルートに変更した。トルコから先もオーストリア/ウィーン線乗り入れにより比較的容易に変更可能だったこともあり、4日は成田=ブリュッセル線の往路旅客便をロシア上空を避けて中央アジアを飛行する南回りで3時間遅延運航し、復路はワクチン輸送も兼ねた貨物便として運航され、暫く欧州線は同経路を選択していたが、貨物需要が多く迂回することで搭載燃料が増え、旅客貨物など有償運送重量制限が出ることがあるため、16日以降は途中オーストリア/ウィーンでの給油体制が整ったこともあり、便によって往路のみ経由するテクニカルランディング（給油のみ）にするよう運用を変更したことで合計18時間以上かかっていた。その後、4月18日からはブリュッセル線を皮切りに往路北回り直行便へ移行し、順次ほかの欧州線も移行した。
日本貨物航空も3日以降暫く欧州線をロシア領空を通過しない航空ルートの選定・調整を進める間は運休していたが、13日から成田/アンカレッジ/アムステルダム/ミラン/アンカレッジ/成田のルートで往復、アラスカ州アンカレッジ経由のテクニカルランディングで運航されている。また、スプリング・ジャパンの成田/ハルビン線も3月以前は日本海縦断した後ロシア/ウラジオストック経路で中国/ハルビンへ向かっていたが、3月以降は欠航している。
2月27日までにフランス・イギリス・ドイツ・イタリア・オランダなどの欧州各国がロシア航空機の自国領空の通過を禁止することを発表し、ロシアも報復としてこれらの国の航空会社のロシア領空の通過を禁止した。このためロシア領空を通過する日本便も含めた国際便の一部引き返しや欠航をした。その中、ルフトハンザドイツ航空・スイス インターナショナル エアラインズ・エールフランスなど一部エアラインはロシア上空を避け黒海・中央アジア・中国を経由し運航するルートで通常便より1時間から2時間の遅延で777-300ERやA350など超長距離運航可能機材を使用して運航している。3月9日から運航再開したフィンエアーは当初北回り航路でヘルシンキから北上しスヴァールバル諸島・北極海・アラスカからロシア領空を避け太平洋上を日本へ向かう経路で運航するとしていたが、11日からヘルシンキ発往路は欧州を南下して黒海、中央アジア経路の南回り航路も選択出来るようになったことによって、便によっては往復で違う航路を選択することもできるようになった。また、3月14日から再開したKLMオランダ航空はアライアンススカイチームの日本側提携先もなく羽田乗り入れも出来ておらず、アライアンス提携先がある韓国が迂回経路の中央アジア上に位置することもあり、日本/アムステルダム間往復ともに仁川経由で運航され、エアライン毎に対応も異なる状況となっている。
3月5日、アエロフロート・ロシア航空はヨーロッパ各国の企業からリースしていた515機の航空機を、経済制裁によりリース料支払いが困難になったことで契約が終了した為返却をする必要が出たが拒否した。
また数年経過後、迂回経路選択により飛行距離が増加したことで燃料コストが上がり経営に影響を及ぼすようになり、航空会社によっては各国運航規定で迂回経路を運航すると人員、機材配置が厳しくなるため、路線、機材自体リストラするところが出てきていて、また、中国路線に関しては欧州側はロシア領空迂回が必要になるが中国側は実質的な親露国として侵攻前と同じロシア経路を飛行可能なため不平等な状況となっているため、欧州側エアラインは不満を表明していて会社によっては中国市場からの一時撤退や減便を検討するところも出てきている。

### 渡航と在外日本人

#### 在ウクライナ
- 2022年3月8日の記者会見において、官房長官の松野博一は3月6日の時点で約80人の日本人がウクライナに滞在していることを把握していることや、安全確保や出国支援に全力をあげることを表明した[562]。
- 3月14日の記者会見において、官房副長官の磯﨑仁彦は3月12日の時点で約60人強の日本人がウクライナに滞在していると述べた[563]。

#### 在ロシア
- 2022年1月26日と2月17日に日本国外務省はロシアとウクライナの国境付近でロシアの軍備増強等により緊張が高まっているとし、その周辺に近づかないよう、また可能であればその地域から離れるよう注意を喚起した[564][565]。
- 3月3日、日本国外務省はウクライナとの国境周辺地域の危険度をレベル4に引き上げ、退避を勧告する渡航情報を発出した[566]。その他のモスクワを含むロシア国内全域はレベル2に引き上げられ、不要不急の渡航中止が勧告されると同時にロシア国内に滞在している日本人に商用便による日本帰国を促した[566]。
- 3月7日にはウクライナとの国境周辺地域以外のロシア国内全域の危険度がレベル3へ引き上げられ、日本国外務省による渡航中止勧告が発出された[567]。
- ロシア航空局によりロシアの航空会社の3月6日以降のロシアからの国際便運航が停止されたことを受け、3月9日には駐露日本大使館はホームページに空路と陸路によるロシア出国が可能とされる経路候補のリストを掲載した[568]。

### 在外ロシア人
タイのプーケット、コ・サムイ、パタヤ、クラビなどのリゾート地を訪れていたロシア人観光客は、経済制裁のためロシアへの国際航空便の多くが運航停止となったため帰国の目途が立たなくなった上、ロシアの銀行が国際決済システムのSWIFT（国際銀行間通信協会）から排除されたため、ロシアで発行されたVisaやマスターカードでの宿泊施設や新規航空券への支払いが不可能になり、更にはルーブルの急落も相まって2022年3月8日時点で約7,000人のロシア人が立ち往生を迫られた。

### 放送・文化・芸術
- プーティン - 本侵攻によりその名を理由とする被害を受けたとするカナダ料理。

## 国際社会の反応

### ウクライナへの融資等
- 2017年、イギリスとウクライナがロンドン会議において創設したウクライナ復興会議（英語版）は、2023年6月までほぼ例年に開催されている[570]。2023年6月には総額600億ドル（8兆5,800億円）の支援を決定した[571]。
- ブリュッセルの世界銀行グループは2022年3月、ウクライナに対し7億2,300万ドルの融資及び2億ドルの追加融資を決定した[572][573]。さらに6月に14億9000万ドル[574]、8月に45億ドルの追加融資を決定[575]。2022年9月の報告によればウクライナにおける戦争の損害の総額は970億ドル以上に達し、2022年6月の状態からの復興には3,490億ドル（2021年のウクライナのGDPの1.5倍）の費用がかかる見込みである[576][注 15]。

### ロシアの資金獲得活動
- ロシアは、ISISがテロ活動と密掘活動を展開していたアフリカ大陸のブルキナファソ、マリ共和国、中央アフリカ、ニジェール、スーダンなどで、ワグネル・グループの警備やロシアの防衛装備と引き換えに金鉱山やダイヤモンド鉱山の採掘権貸与を受けるなど、フランス、カナダ、イギリスに取って代わる親ロシア的な政策を拡大させている[578][579][580][581]。
- 金鉱山の豊富な南アフリカ（元オランダ植民地のトランスヴァール共和国）では、2023年8月にBRICS（ブラジル、ロシア、インド、中国、南アフリカ）の首脳会議が予定されており、ロシアのプーチン大統領が入国した場合には国際刑事裁判所の指名手配に基づく逮捕が必要であるが、逮捕の決定権について法改正が検討されている[582]。

### ロシアから撤退した企業
- イギリスのBPはロシア国内の事業から撤退。同年1～3月期の実質的な最終利益は62億ドル（約8000億円）だったが、ロシア石油大手ロスネフチ株（19.75％）の価値をゼロにした場合の損失見積額は約255億ドル[583]。 その後の10月17日、アメリカの再生可能天然ガス企業アーキア・エナジー（本社:テキサス州ヒューストン）を買収すると発表した[584]。
- マクドナルドは2022年5月16日、ロシアからの恒久的撤退を決定[585]。
- 日産自動車は子会社のロシア日産自動車製造会社を1ユーロでロシアの自動車・エンジン中央科学研究所(NAMI)に売却して撤退[586]。

## 停戦交渉
ドナルド・トランプは第47代アメリカ合衆国大統領として就任した2025年2月18日、サウジアラビヤのリヤドで、ウクライナでの停戦交渉をめぐる協議を米露のみで実行した。これをきっかけに、米国のトランプ大統領とウクライナのゼレンスキー大統領の批判の応酬が始まった。
ゼレンスキーは、自国が協議の場に招かれなかったのは「驚き」だと述べた。この発言に、トランプは「失望した」とし、ウクライナを非難した。さらに、トランプはウクライナでの戦争の責任はウクライナにあるとし、ゼレンスキーの国内支持率は4％しかないと主張した。
すると、ゼレンスキーは2月19日、トランプが「ロシアが作り出した偽情報の空間に生きている」と反論し、さらにトランプ政権はロシアのウラジーミル・プーチン大統領が「長年の孤立から抜け出す」のを支援したと述べた。
これに対し、トランプは「ゼレンスキーを選挙を経ない独裁者」と呼び「ゼレンスキーは早く動いた方がいい。さもないと、国がなくなるだろう」と発言した。
またトランプは、ロシアとの戦争が続くウクライナに軍事支援を提供する見返りとして、ウクライナの豊富な鉱物資源の大部分の所有権を求めたが、ゼレンスキーは2月19日、米側の提案について、「国を売ることはできない」として、この要求を拒否した。米国のマイク・ウォルツ国家安全保障担当大統領補佐官は2月20日の記者会見で、ウクライナの鉱物資源の権益を譲渡する米国の要求を拒否したことなどを挙げ、トランプがウクライナのゼレンスキーに「非常にいらだっている」と発言した。
アメリカ合衆国大統領のトランプは、ウクライナ側が戦争を仕掛けたと主張し、ウクライナ大統領のゼレンスキーはこれに強く反発した。
2月28日には、ゼレンスキーとトランプがホワイトハウスで会談した。しかし、開始から40分ほど経ったところで激しい言い合いになり、トランプが「米国への感謝が足りない」と声を荒らげるなど協議は決裂。予定されていたウクライナの希少資源に関する協定への署名も共同記者会見も中止となった。
3月25日には、アメリカの仲裁の元、黒海における船舶の安全な航行確保でロシア、ウクライナ双方が個別で同意した事、双方のエネルギー施設に対する攻撃停止の実現に向けた措置を取ることでも一致した事が米ホワイトハウスによって発表された。その一方、黒海での停戦がいつ開始されるのかは未だ決まってない状態である。
また5月16日には、5月11日のプーチン大統領の「トルコ・イスタンブールで15日に停戦に向けた直接協議を始める」との提案により、トルコ・イスタンブールで3年ぶりに直接交渉を実施した。ゼレンスキー大統領はトルコに行ったが、プーチン大統領は出国せず、代表団同士での交渉となった。双方が千人の捕虜交換で合意したものの停戦には至らなかった。
6月2日に代表団同士の交渉がトルコ・イスタンブールで行われた。協議は約1時間で終了し、停戦に関する立場を記した文書を交換したが、合意には至らなかった。ロシアのメジンスキー大統領補佐官は協議後、記者団に対し、重傷や重病、25歳以下の捕虜を「全員対全員」で交換することでウクライナ側と合意したと語った。
8月15日にはウクライナの停戦交渉を含めた米ロ首脳会談がアラスカ・アンカレッジで開催され、プーチン大統領にとって10年ぶりの米国訪問が実現した。協議は3時間近くに及んだものの、具体的な合意には至らなかった。トランプ大統領は今回の会談に関して「残されている問題はほんの数点だ。さほど重要ではないものもある。恐らく一つは最も重要な問題だが、妥結の可能性が極めて高い。今回は妥結に至らなかったが、妥結できる可能性は非常に高い」と話した。

### 関連する戦争・情勢
- ベラルーシ鉄道戦争
- 2014年クリミア危機
- ウクライナの関与した戦争一覧（ウクライナ語版）
- ロシアの関与した戦争一覧
  - 北方戦争 - 17世紀に行われた戦争。ロシア・ツァーリ国とスウェーデン（バルト帝国）などとの間で行われた。プーチンは侵攻中の2022年6月10日に生誕350年を迎えたロシア皇帝・ピョートル1世に敬意を表し、スウェーデンとの北方戦争による領土拡大は実際は領土を「取り返した」だけで、ウクライナ侵攻も同じ目的だと主張した[596]。
  - ポーランド・ソビエト戦争 - ロシア革命直後のロシア内戦中に、ポーランドがソヴィエトに侵攻した戦争。レーニンが率いたボリシェヴィキ軍への対抗措置として、ウクライナ、ベラルーシ西部、ポーランド東部を中心に行われた。ポーランドは敗退したが、1922年には日波通商航海条約締結により日本からの手厚い支援を受けた。
  - 冬戦争 - ソ連・フィンランド間で行われた戦争。侵攻を受けた側が国際的支援を受けるなど類似点が見られる事から比較する向きもある[597][598]。
  - チェチェン・ロシア紛争 - チェチェン独立派の残党とチェチェン親露派の民兵（カディロフツィ）がウクライナ側とロシア側にそれぞれ参加（2022年ロシアのウクライナ侵攻へのチェチェンの関与）。
- フォークランド紛争 - 冷戦時代に行われた戦争。東側諸国の近代化された軍隊同士による初めての本紛争[要出典]に対し、旧西側諸国の近代化された軍隊同士による初めての紛争。
- ナゴルノ・カラバフ戦争

### 戦争犯罪関連
- 戦争犯罪
  - ロシア連邦の戦争犯罪（英語版）
  - ロシアのウクライナ侵攻における戦争犯罪
  - 2022年ロシアのウクライナ侵攻における白リン弾の使用
  - 2022年ロシアのウクライナ侵攻におけるクラスター爆弾の使用
  - 2022年ロシアのウクライナ侵攻における民間人への攻撃（英語版）
  - 2022年ロシアのウクライナ侵攻におけるウクライナ児童の拉致の申し立て
  - ロシアのウクライナ侵攻における性暴力
- 国際刑事裁判所 - 日本の赤根智子判事を含む3名の裁判官が、ウクライナ情勢に伴う戦争犯罪等の捜査開始申立て事件を担当。

### 内訳
1. ↑  装甲戦闘車両1,713両、歩兵戦闘車4,875両、装甲兵員輸送車525両、歩兵機動車300両
2. ↑  MRAP56両、指揮通信車293両、工兵・支援車両588両
3. ↑  攻撃機73機、偵察機11機、戦闘機28機、爆撃機5機、コマンドポスト機3機、早期警戒管制機2機、水陸両用機1機、輸送機7機
4. ↑  汎用ヘリ37機、電子戦ヘリ6機、攻撃ヘリ94機、不明7機
5. ↑  巡洋艦1隻、小型ロケット艦2隻、潜水艦1隻、戦闘挺6隻、小型哨戒艇1隻、哨戒艇1隻、哨戒艦1隻、小型艇3隻、揚陸艦4隻、揚陸艇3隻、掃海艇1隻、コルベット1隻、救助曳船1隻、情報収集艦1隻、練習艦1隻
6. ↑  装甲戦闘車両407両、歩兵戦闘車1,064両、装甲兵員輸送車593両、歩兵機動車609両
7. ↑  MRAP327両、指揮通信車等24両、工兵・支援車両190両
8. ↑  戦闘機49機、攻撃機39機、偵察機1機、練習機7機、輸送機4機
9. ↑  汎用ヘリ38機、哨戒ヘリ1機、攻撃ヘリ7機、輸送ヘリ1機、形式不明2機
10. ↑  フリゲート1隻、警備艇5隻、哨戒艇23隻、カッター2隻、タグボート3隻、掃海艇1隻、攻撃艇1隻、小型艇1隻、工作艦1隻、揚陸艇1隻、揚陸艦1隻、測量船1隻、不明1隻